# 1 Pułk Ułanów Krechowieckich (PSZ)
1 Pułk Ułanów Krechowieckich im. Pułkownika Bolesława Mościckiego – polski pułk pancerny w Polskich Siłach Zbrojnych.
Swój rodowód wywodzi od 1 pułku ułanów Dywizji Strzelców Polskich, zaś przydomek krechowieccy wziął od miejscowości Krechowce koło Stanisławowa, gdzie pod dowództwem płk. Bolesława Mościckiego stoczył swój pierwszy zwycięski bój. Rozwiązany w maju 1918, został odtworzony na podstawie decyzji Rady Regencyjnej w listopadzie tegoż roku.
W kampanii wrześniowej, w składzie Suwalskiej Brygady Kawalerii, szlak bojowy zakończył pod Kockiem 6 października 1939.

## Formowanie i zmiany organizacyjne
Został odtworzony podczas formowania Polskich Sił Zbrojnych w ZSRR. Sformowano go w wyniku połączenia: 6 dywizjonu kawalerii, pułku kawalerii 5 DP i 7 dywizjonu kawalerii. Po wyjściu Armii Polskiej z ZSRR, wszedł w skład 2 Brygady Czołgów; przekształcony początkowo w 5 batalion czołgów, a następnie w 1 pułk kawalerii pancernej. We wrześniu 1942 razem z brygadą, skierowany do Iraku, gdzie szkolił się do października 1943. Po powrocie do Palestyny, otrzymał czołgi Sherman, a ostatecznie szkolenie zakończył w grudniu 1943 w Egipcie. W tym czasie wrócił do swojej tradycyjnej nazwy.
W kampanii włoskiej, walczył w składzie 2 Brygady Pancernej. W bitwie o Monte Cassino i Piedimonte był w odwodzie brygady. Walczył czynnie w bitwie o Ankonę, przełamywał Linię Gotów i zdobywał Bolonię.
Został rozformowany  z pozostałymi jednostkami 2 Korpusu Polskiego, w 1947.

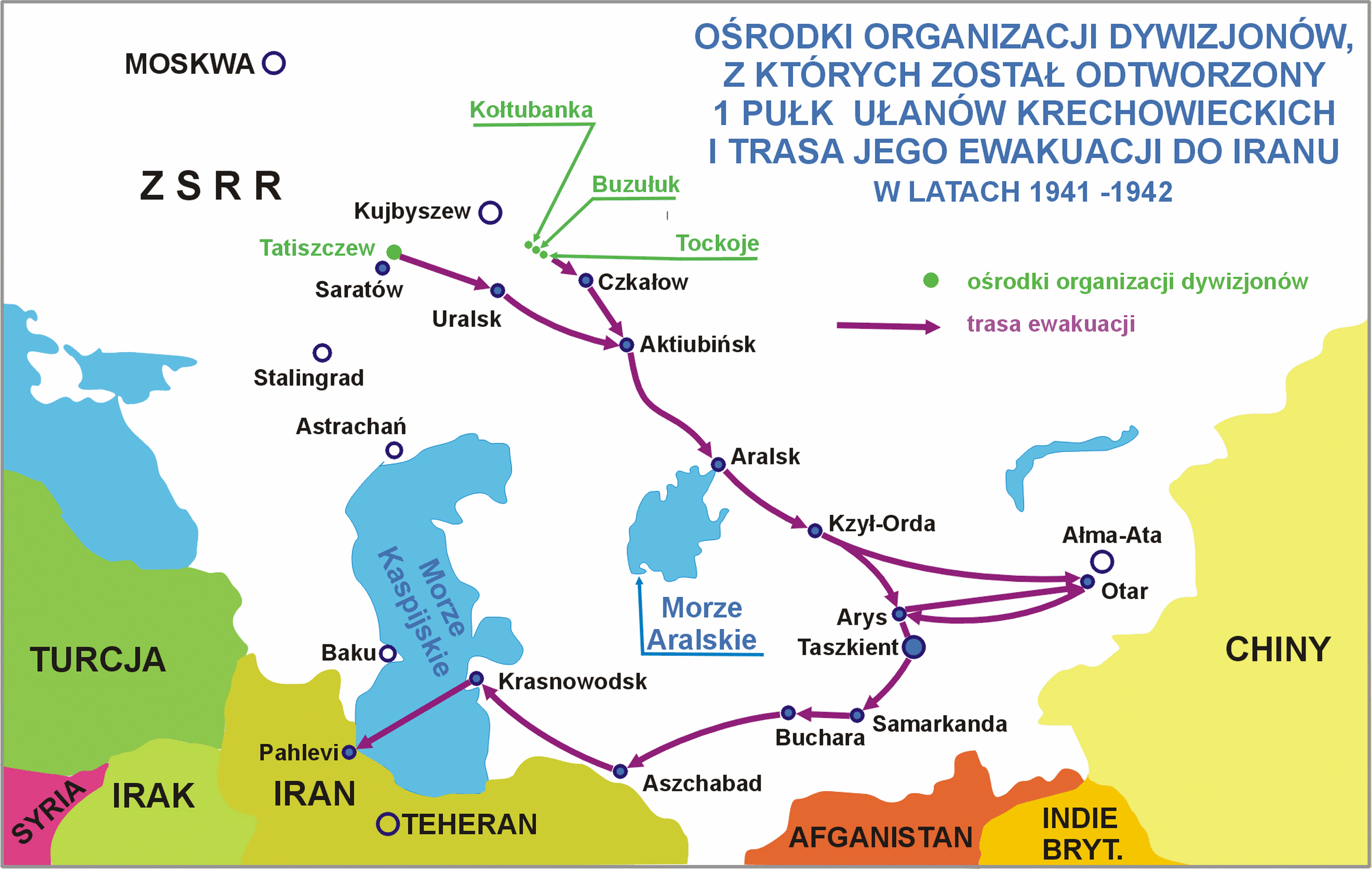
Tereny, na których został odtworzony Pułk (1941–1942) i trasa ewakuacji do Iranu

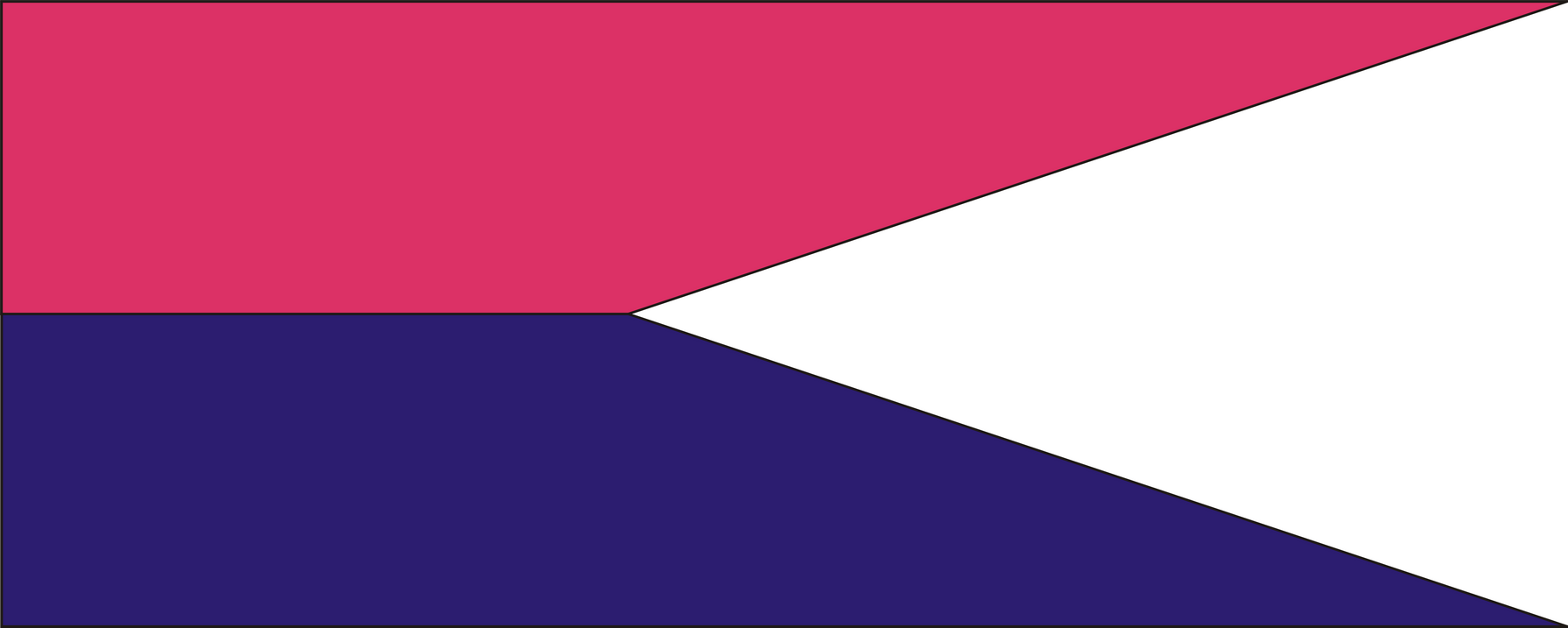
Proporczyk kawalerii wprowadzony w 1941

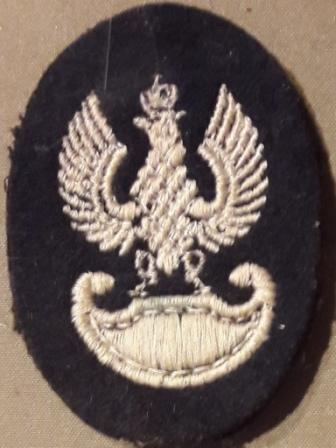
Orzełek 1 pułku Ułanów Krechowieckich

### W ZSRR
6 września 1941 gen. Władysław Anders wydał pierwsze wytyczne do organizacji podległych mu jednostek. Grupa przedwojennych oficerów pułku, która znalazła się w niewoli sowieckiej, w większości trafiła do Katynia. Tylko nieliczni znaleźli się potem w PSZ, ponadto ci, którzy wcześniej internowani byli na Litwie. Rotmistrz Józef Czapski, który z upoważnienia gen. Andersa (za zgodą Józefa Stalina) prowadził poszukiwania oficerów Wojska Polskiego (ofiar zbrodni katyńskiej), których los w latach 1941–1942 był jeszcze nieznany, opublikował swe wspomnienia z tego okresu w książce „Na nieludzkiej ziemi”, której tytuł stał się idiomem na określenie stalinowskiego ZSRR.
6 dywizjon kawalerii
Dywizjon kawalerii, formowany w Tockoje, miał składać się z dowództwa dwóch szwadronów liniowych oraz plutonu ckm. Liczyć miał 11 oficerów oraz 310 szeregowych.
15 września 1941 na placu obok sztabu zebrali się wydzieleni ze wszystkich oddziałów 6 DP kawalerzyści. Datę tę uznaje się za pierwszy dzień istnienia dywizjonu kawalerii 6 DP. Dowódcą dywizjonu został rtm. Witold Uklański z 4 pułku Ułanów Zaniemeńskich.
24 września 1941 wyszedł pierwszy rozkaz organizacyjny dywizjonu, a dopiero 1 stycznia 1942 po raz pierwszy żołnierze dywizjonu (jeszcze nieformalnie) założyli proporczyki na patki mundurów. Właśnie takie nosiła delegacja żołnierzy składająca dowódcy dywizji życzenia, co było swoistym testem. Już następnego dnia rozkaz dywizjonowy nakazywał używanie proporczyków w kolorze amarantowo-białym.
Dywizjon (pułk) kawalerii 5 DP
5 Dywizjon Kawalerii formował się w rejonie Tatiszczewa opodal Saratowa. Formował go kawalerzysta z 4 pułku ułanów mjr Kazimierz Choroszewski. Po wydzieleniu obsady plutonów zwiadu poszczególnym pułkom, sformował dwa dywizjony kawalerii dywizyjnej. Pierwszy rozkaz pułku kawalerii 5 DP odczytano 16 września 1941. Dowódca dywizjonu przekraczał jednak w owym czasie swoje kompetencje, wychodząc poza ramy przewidziane etatem dywizjonu. 23 września nadwyżki przesłano do Ośrodka Zapasowego. 22 grudnia 1941 rozkazem dowódcy 5 DP, dywizjon został przemianowany na pułk kawalerii 5 Dywizji Piechoty. Tym samym stał się pierwszym pułkiem kawaleryjskim Polskich Sił Zbrojnych w ZSRR. Z początkiem 1942 pułk zdał jednak konie i przygotowywał się do zmotoryzowania. 25 stycznia został przetransportowany do Otaru.
7 dywizjon kawalerii
Dywizjon powstał w Tockoje 10 września 1941 jako dywizjon kawalerii dywizyjnej Ośrodka Zapasowego Armii. Jego dowódcą został rtm. Edward Capałła z 3 pułku Szwoleżerów Mazowieckich. Dowódca dywizjonu borykał się cały czas z dość niskim poziomem dyscypliny. Zdarzały się dezercje. Żołnierze nie szkolili się, a w większości pomagali w pracach polowych okolicznym chłopom. Brakowało jedzenia. Początkowo umundurowany w sowieckie uniformy zmienił je w połowie grudnia na brytyjskie battledressy. Na kołnierzykach używano proporczyków kawalerii wprowadzonych w 1941 w Anglii. 13 lutego 1942 dywizjon przetransportowano do Otaru.
Zjednoczony pułk
15 lutego wszystkie trzy człony przyszłego pułku były już w Otarze. Gen. Anders zdecydował o pozostawieniu w składzie armii tylko jednego pułku kawalerii. Jego wybór padł na 6 dywizjon kawalerii (od stycznia noszącego nazwę 1 pułku Ułanów Krechowieckich) dowodzony przez majora Zaorskiego.
Pododdziały stacjonowały w namiotach, sztab w miejscowej szkole. Wyznaczono obsadę ważniejszych stanowisk. Stan etatowy pułku obejmował: 55 oficerów 1452 podoficerów i ułanów. Pułk nie został wyposażony w broń i nie miał koni.
25 marca 1942, w związku ze zmniejszeniem ilości porcji dla wojska, pułk w ramach pierwszej ewakuacji odpłynął z Krasnowodska do Pahlewi. Zakończył się pierwszy etap funkcjonowania odrodzonego 1 pułku Ułanów Krechowieckich.

### Środkowy Wschód 1942–1944

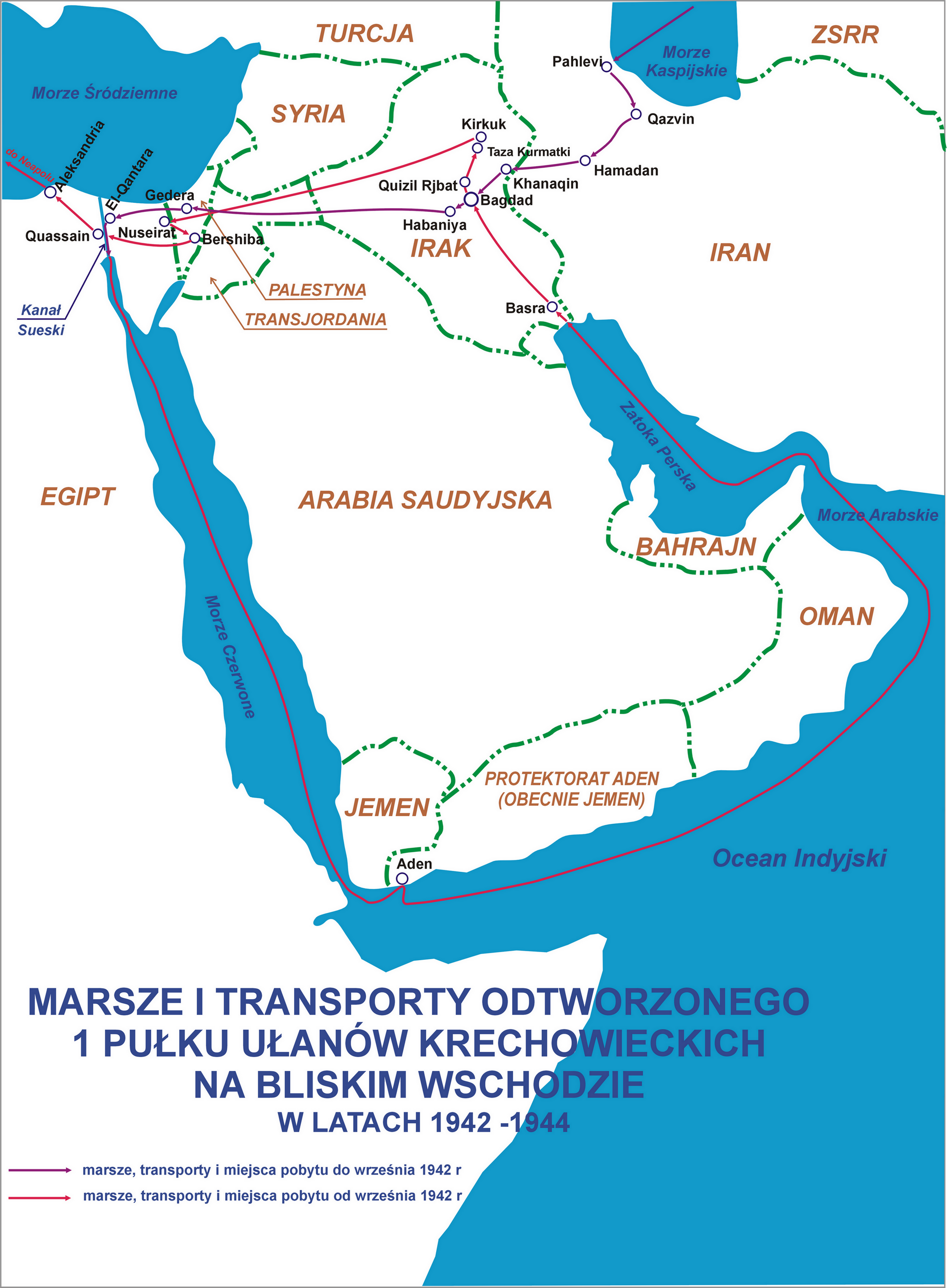
Marsze i transporty Pułku na Bliskim Wschodzie (1942–1944)

3 kwietnia 1942 1 puł. przybył drogą morską do portu Pehlavi. Po wyładowaniu w porcie Pahlewi pułk został skierowany na tzw. brudną plażę. Dopiero po trzech dniach przeszedł do nowego rejonu zakwaterowania pod namioty. Głównym zadaniem pododdziałów w początkowym okresie była pomoc ludności cywilnej przybywającej kolejnymi transportami morskimi.
Po wykonaniu tego zadania pułk w dniach 20 – 26 kwietnia był transportowany przez Hamadan, Khanaqin i Bagdad przeszedł do nowego miejsca postoju. Był to obóz w Al-Habbanijji w Iraku. Pułk stacjonował tam od 26 kwietnia do 6 maja. Kolejny postój na trasie pułku miał miejsce w Baszszit niedaleko Gedery. Do 25 lipca 1942 żołnierze przebywali tam pod opieką lekarską.
Na terenie Palestyny nasiliło się też nowe zjawisko – dezercje żołnierzy wyznania judaistycznego. Uciekali walczyć o własną niepodległość. Znacznym osłabieniem kadrowym było również przekazanie 4 czerwca 1942 250 ułanów do pułku Ułanów Karpackich z rtm. Białostockim na czele.
Zgodnie z nową koncepcją organizacji wojsk na Środkowym Wschodzie powstająca 2 Brygada Czołgów, 30 czerwca 1942 zasilona została ułanami 1 puł. Pułk 11 lipca 1942 przeformowano na jej 2 batalion czołgów. 26 lipca 2 bcz dyslokowano do obozu Hill 69 z dniem 5 sierpnia został przemianowany na 5 bcz. Staraniem dowództwa najpierw nieoficjalnie, a później już za przyzwoleniem przełożonych rozkazem L.dz. 749/tj./42 z dnia 7 października dowódcy 6 Lwowskiej Dywizji Piechoty dodawano do nazwy 5 bcz również słowa 1 puł.. Żołnierze przystąpili do intensywnego szkolenia pancernego. Sprzęt szkoleniowy stanowiły 7-tonowe czołgi „M.VIB”, a następnie czołgi wsparcia piechoty Valentine. We wrześniu 1942 przerzucono batalion (pułk) do Iraku. Rzut morski płynął francuskim statkiem pod brytyjską banderą o nazwie „Banfora”. Nowym miejscu pobytu Krechowiaków stał się Quizil Ribat. Tam batalion przeszedł gruntowne przeszkolenie pancerno-motorowe.
28 czerwca 1943 batalion otrzymał ustną zgodę od Naczelnego Wodza gen. broni Władysława Sikorskiego na używanie nazwy 1 Pułk Kawalerii Pancernej.  1 sierpnia 1943  1 pułk kawalerii pancernej liczył faktycznie 40 oficerów i 551 szeregowych. Zgodnie z etatem i organizacją posiadał nadwyżkę 7 oficerów i brakowało 17 szeregowych.

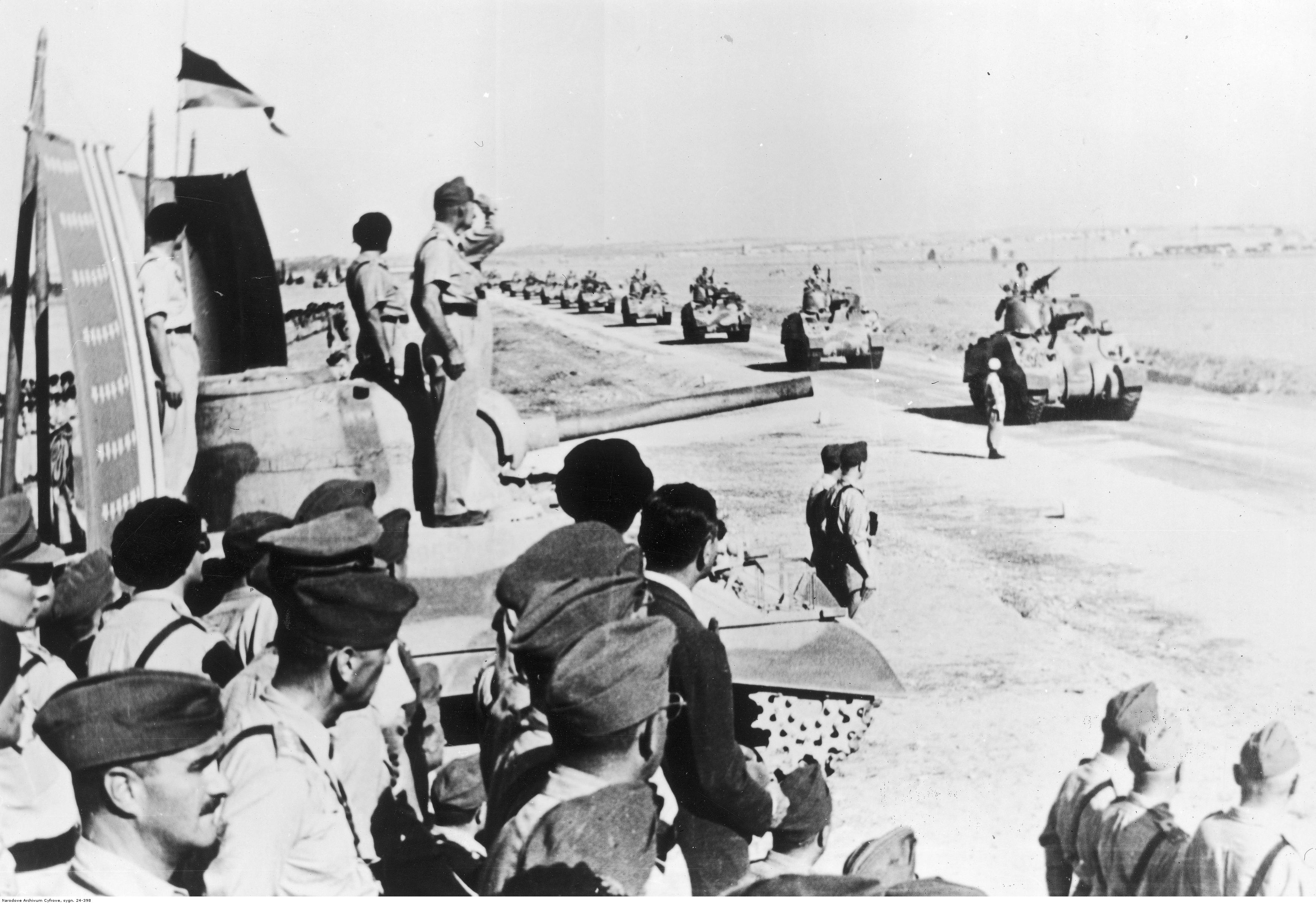
Defilada Samodzielnej 2 BP przed gen. Kazimierzem Sosnkowskim (salutuje) w Hill 69 k. Gazy. Widoczne czołgi Sherman M4

W połowie września 1943 pułk zdał wszystkie swoje czołgi typu Valentine IX oraz Valentine V i wyruszył transportem samochodowym do kolejnego miejsca dyslokacji do An-Nusajrat ok. 12 km od Gazy. Przybył tam 6 października po przeszło tygodniowym marszu na odległość 1249 kilometrów. W bazie tej ułani otrzymali nowe amerykańskie czołgi typu Sherman. Przybyli też angielscy instruktorzy. Szkolenie rozpoczęło się na nowo. Wyniki były zadowalające.
15 grudnia 1943 pułk, tym razem już ze swoimi czołgami, wyruszył do Egiptu. Miejscem docelowym był obóz w Al-Kassasin na zachód od Ismailii. Pułk wszedł w ostatnią fazę przygotowań do inwazji na kontynent.
27 grudnia sukcesem zakończyły się starania o przywrócenie pułkowi pełnej historycznej nazwy. Rozkazem Naczelnego Wodza z 1 grudnia 1943 1 pułk kawalerii pancernej przemianowano na 1 pułk Ułanów Krechowieckich. W styczniu 1944 roku dokonano reorganizacji pułku według etatu brytyjskiego pułku pancernego WE VI/560/4, ze stanem etatowym 34 oficerów i 596 szeregowych. Zgodnie z tym obowiązującym etatem wyposażenie 1 puł. Krechowieckich miało stanowić 52 czołgi średnie Sherman, 11 czołgów lekkich Stuart, 9 samochodów pancernych Scout-Car, 4 samochody opancerzone White (dla patroli reperacyjnych), 4 samochody opancerzone White (stacje ładowania akumulatorów), 9 samochodów osobowo-terenowych Willis, 5 samochodów osobowych, 1 samochód sanitarny, 15 samochodów ciężarowych 15-CWT, 70 samochodów ciężarowych 3 t, 6 ciągników ratowniczych (6x4 Tractor Breakdown) i 15 motocykli.
25 i 26 lutego 1944 odbyły się ostatnie ćwiczenia brygadowe zakończone ostrym strzelaniem. Kolejne rozkazy mówiły o konieczności przygotowania sprzętu do walki. W połowie marca 1944 roku "krechowiacy" otrzymali czołgi Stuart M3A1 w wersji bezwieżowej, zdano dotychczas używane 11 czołgów Valentine.  W pułku dokonano reorganizacji szwadronu dowodzenia. Na bazie plutonu rozpoznawczego i plutonu łącznikowego zorganizowano oddział rozpoznawczy, z czasem przeformowany w szwadron rozpoznawczy. Odtąd szwadron rozpoznawczy składał się z: plutonu dowodzenia 2 czołgi Stuart, 3 plutonów x 3 czołgi Stuart, plutonu rozpoznawczego 3 samochody pancerne Scout-Car oraz plutonu łącznikowego z 3 samochodami pancernymi.
29 marca pułk zaczął się przemieszczać w kierunku Aleksandrii. Zaokrętowanie nastąpiło 8 kwietnia 1944. Gros sił płynęło statkiem „Takiva”.

## Walki pułku 1944–1945

### Na ziemi włoskiej

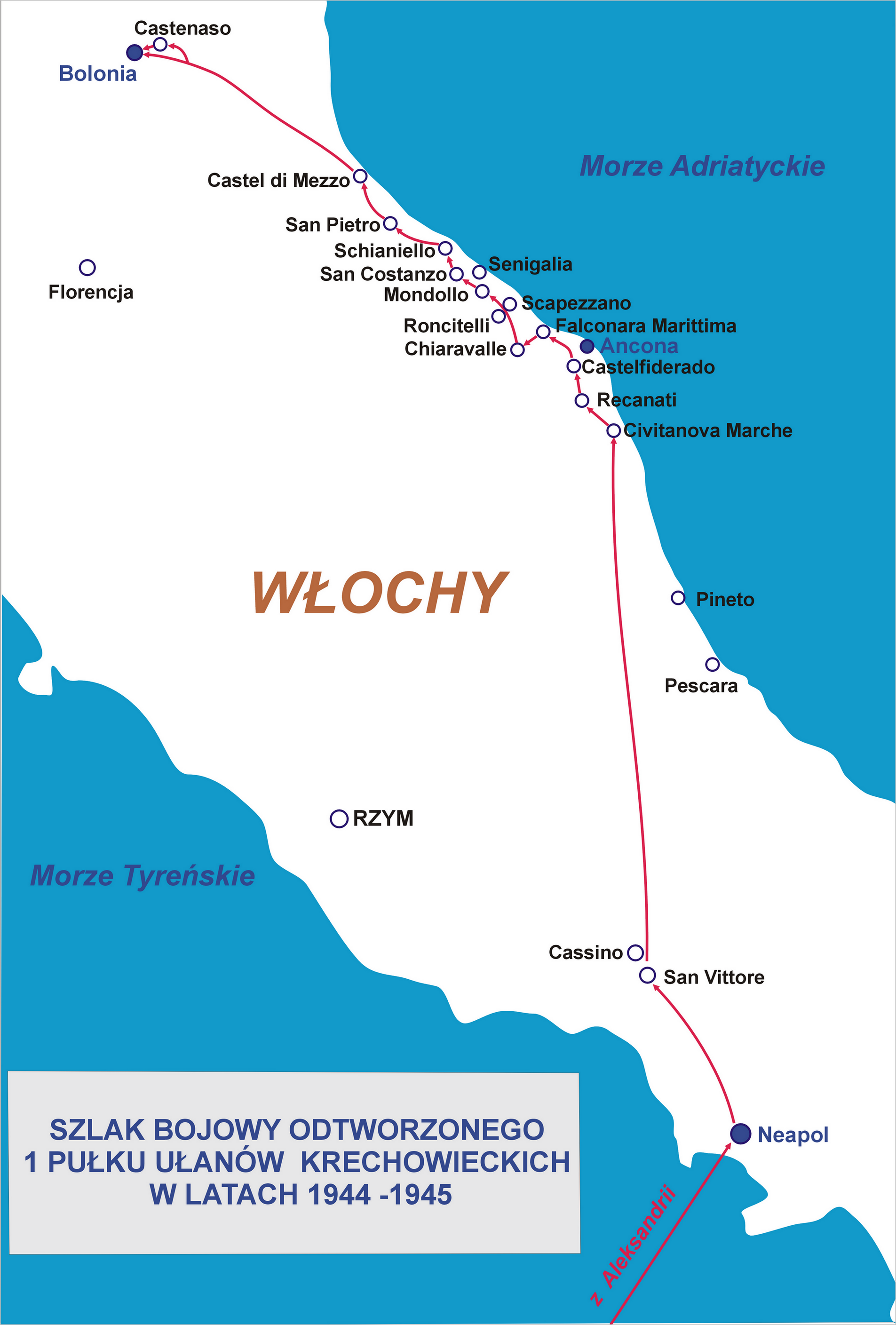
Szlak bojowy Pułku we Włoszech (1944–1945)

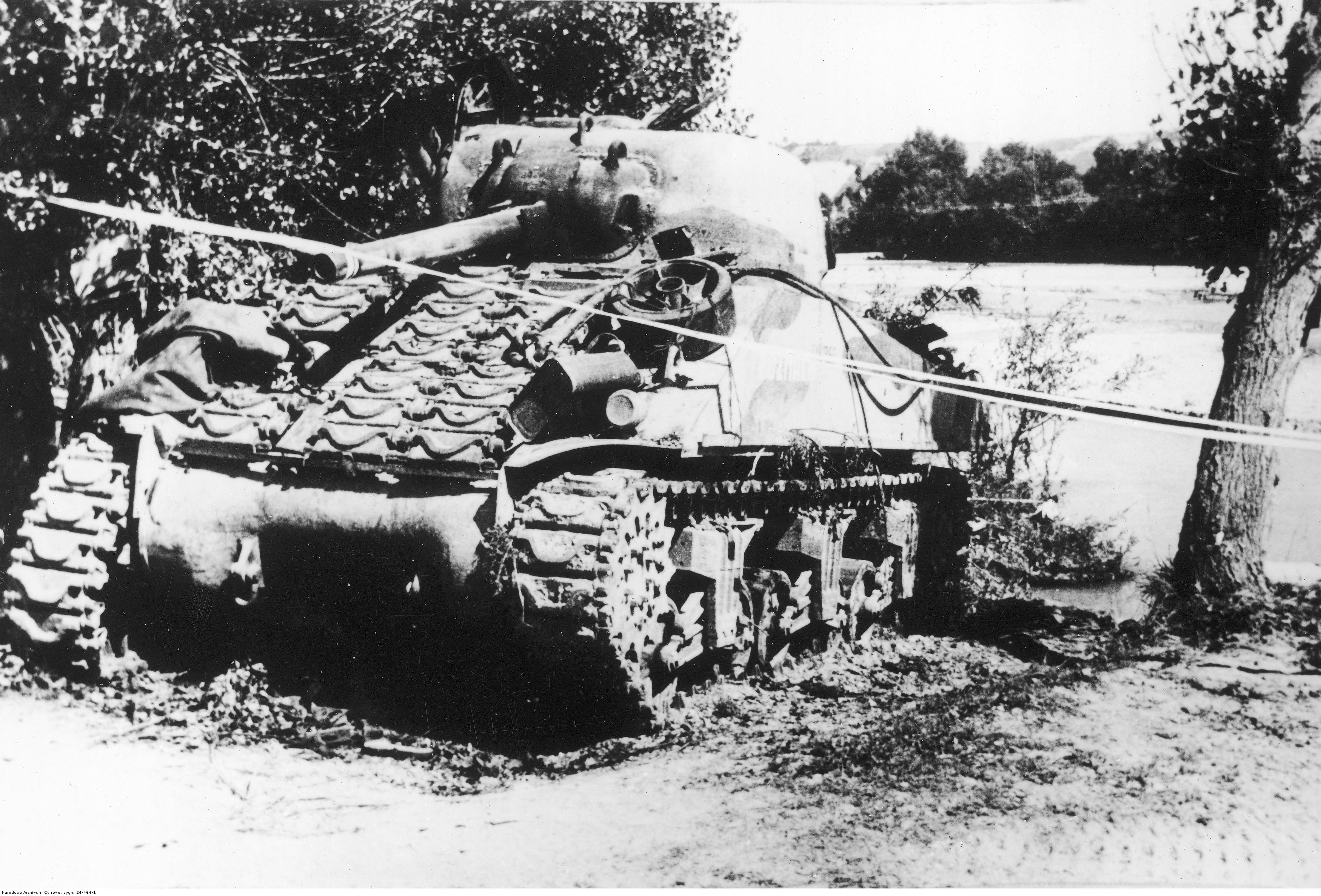
Czołg M4 Sherman "Rozmach" z 1 Pułku Ułanów Krechowieckich uszkodzony przez minę po przekroczeniu rzeki Chienti

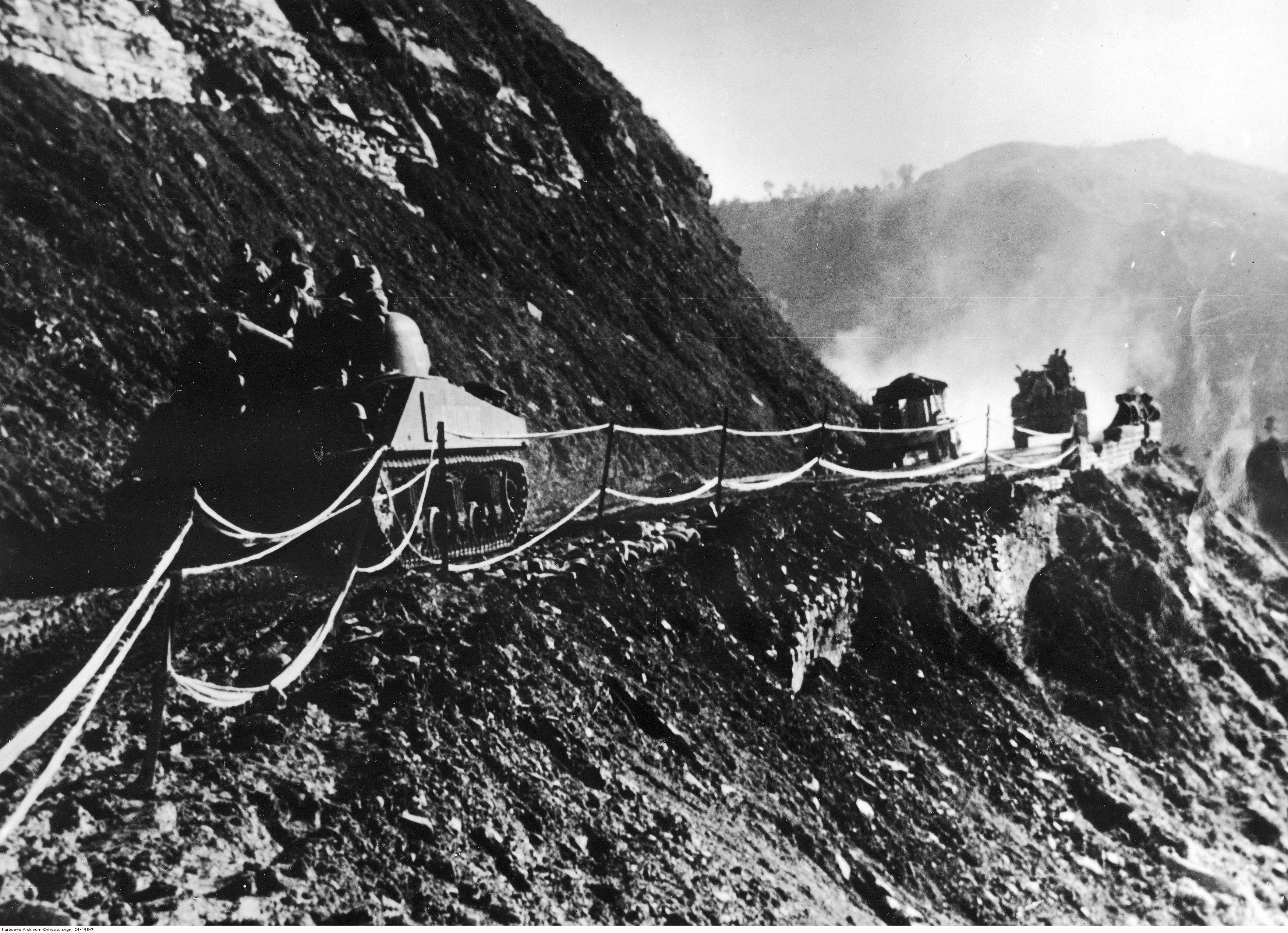
Czołgi M4 Sherman 1 Pułku Ułanów Krechowieckich w trakcie przemarszu przez Apeniny

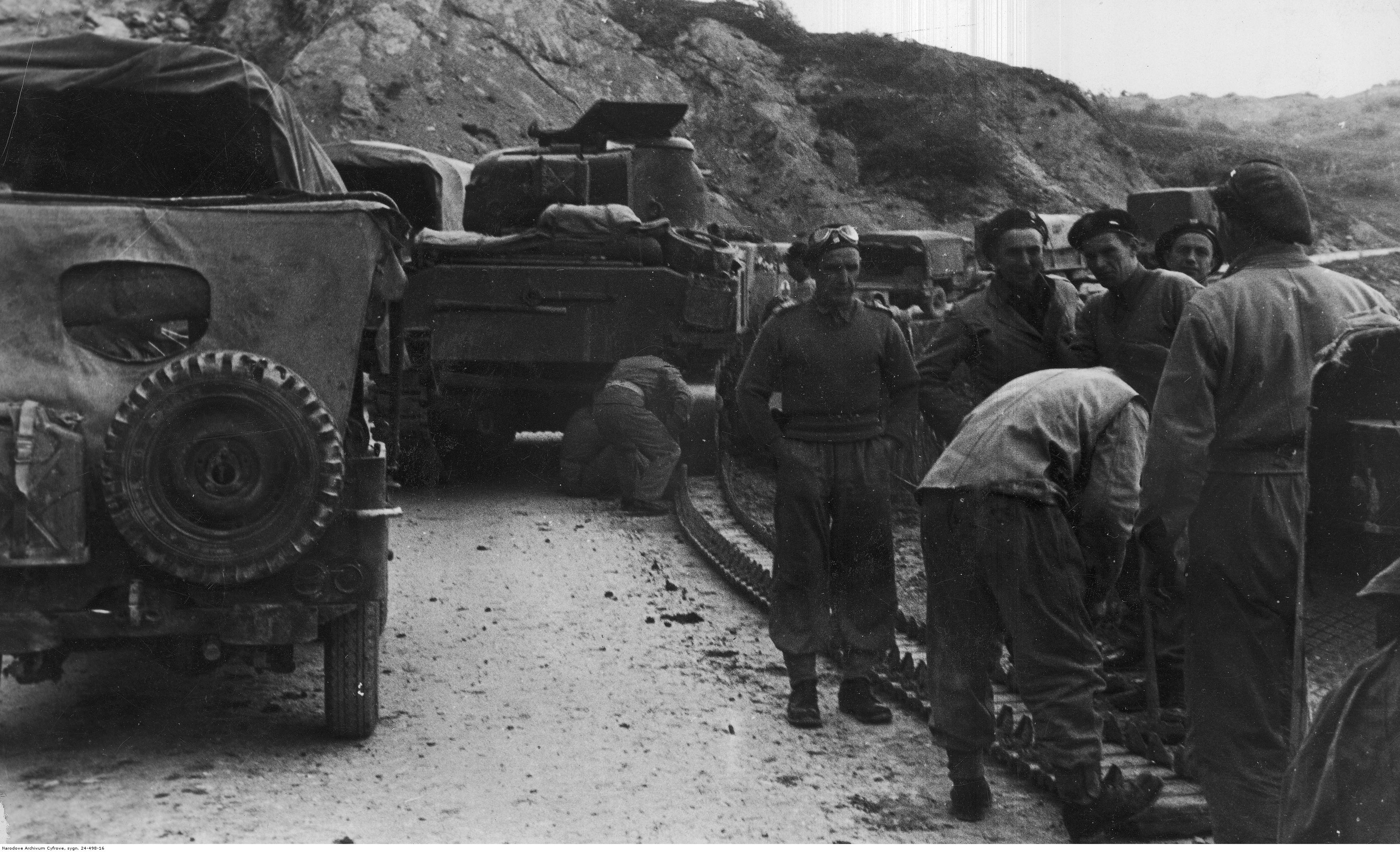
Wymiana gąsienicy w czołgu M4 Sherman z 1 Pułku Ułanów Krechowieckich

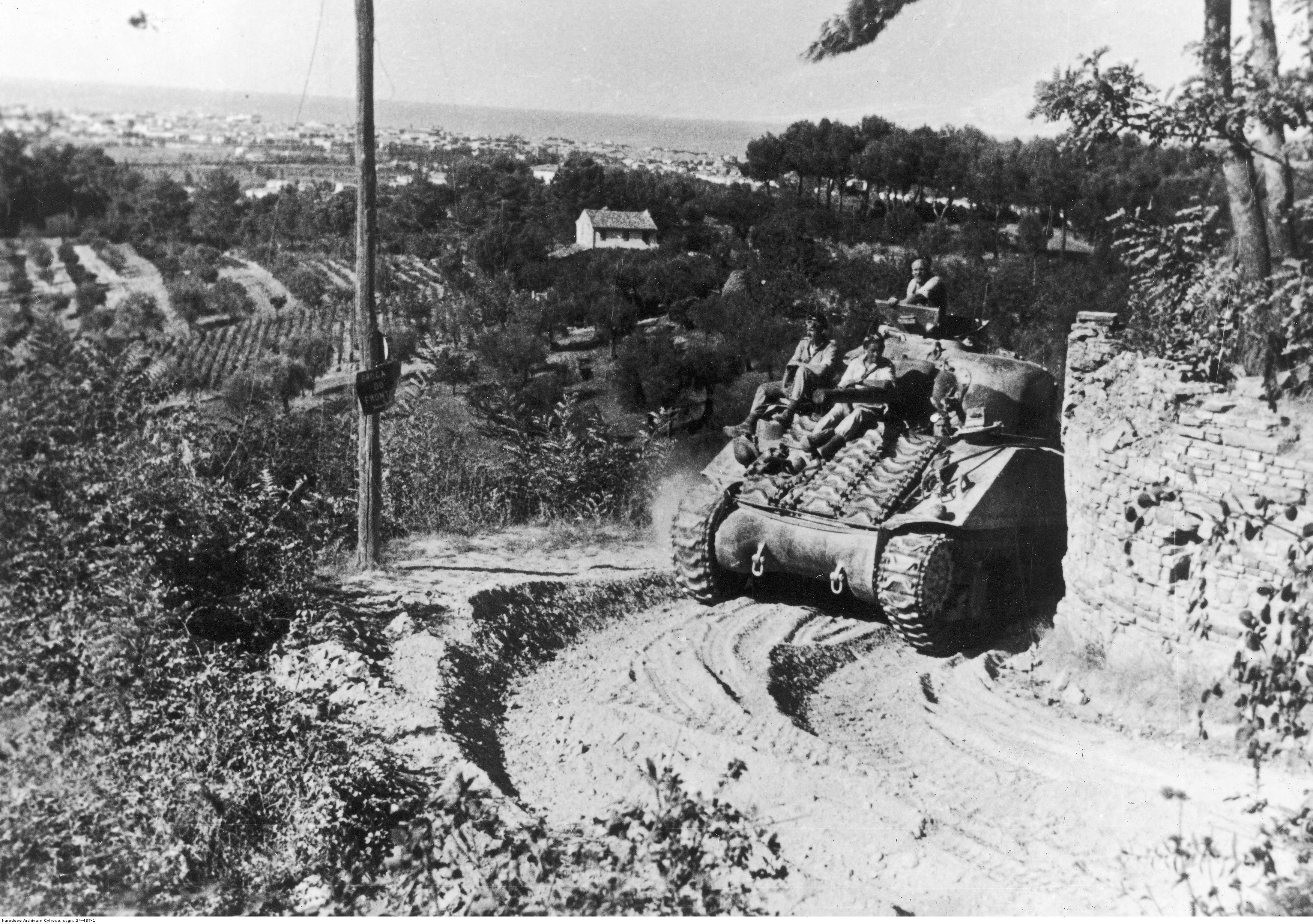
Zdobycie Pesaro - czołgi 1 Pułku Ułanów Krechowieckich po przełamaniu niemieckich pozycji na Linii Gustawa

Piechota wyładowała się w Neapolu, a pancerni w Tarencie. 24 kwietnia oba człony pułku spotkały się w obozie w Cardito.
W dniach 11–25 maja 1944, w decydującej fazie bitwy o Monte Cassino i Piedimonte, pułk był w odwodzie 2 Brygady Czołgów. Natomiast wziął udział w bitwie o Ankonę. Na początku czerwca pułk został dyslokowany do miejscowości San Vito na Adriatykiem.

### Bitwa o Ankonę
W ostatniej dekadzie czerwca został podporządkowany 3 Dywizji Strzelców Karpackich, która to prowadziła natarcie w pasie nadmorskim w kierunku Ankony, mając na prawym skrzydle 2 Brygadę Strzelców Karpackich, a na lewym 1 Brygadę Strzelców Karpackich. Nacierające brygady forsowały napotkane rzeki Vomano, Tronto, Aso i Tenna oraz opanowywały napotkane miejscowości. Wychodząc 22 czerwca nad rzekę Chienti. 26 czerwca 1944 roku do 1 BSK, która walczyła nad rzeką Chienti o przyczółki został przydzielony jako Oddział Rozpoznawczy; 2 szwadron pancerny i pluton rozpoznawczy ułanów oraz samobieżna bateria M-10 z 7 Pułku Artylerii Przeciwpancernej i pluton saperów. Nazajutrz wraz z plutonem strzelców z 1 batalionu strzelców karpackich, oddział przystąpił do forsowania rzeki Chienti poprzez bród w rejonie miejscowości Casa Marefochi. W trakcie przekraczania brodu oddział rozpoznawczy w ogniu artylerii i od zaminowanego terenu poniósł wysokie straty, a rozpoznanie bojem nie udało się. Podobne działania sforsowania Chienti podjął 1 szwadron ułanów przy ujściu rzeczki Ete Morto, bez powodzenia. W dniach 1-2 lipca ułani poruszali się szwadronami za poszczególnymi batalionami strzelców w II rzucie natarcia. 3 lipca 3 szwadron współdziałał w natarciu z 1 batalionem strzelców karpackich zdobywając rejon na południe od S. Sabino, a 2 batalion strzelców karpackich z 2 szwadronem skraj Castelfidardo. 5 lipca 1944 roku 2 szwadron krechowiaków z 2 bsk opanował w walce C. Bellini, 3 szwadron ułanów wspierał 1 bsk w boju o zdobycie miasta Osimo. W godzinach popołudniowych część 2 szwadronu i 2 bsk brało udział w walkach o Osimo, które ostatecznie do rana 6 lipca zostało opanowane. 7 lipca 3 DSK przeszła do obrony zajętych pozycji, 1 Pułk Ułanów Krechowieckich był w odwodzie dywizji, niemniej wyznaczone plutony czołgów 1 pułk Ułanów Krechowieckich wraz z wyznaczonymi pododdziałami piechoty z 3 i 5 batalionów strzelców karpackich prowadziły rozpoznanie walką pozycji wroga. Od 8 do 16 lipca pułk nie posiadał styczności z nieprzyjacielem, naprawiał i uzupełnił sprzęt oraz wypoczywał. Od 17 lipca ułani krechowieccy walczyli w składzie macierzystej 2 BPanc. W godzinach porannych grupa taktyczna mjr A. Smodlibowskiego w składzie; 2 szwadronu i 1 samodzielnej kompanii komandosów zdobyła miejscowość Casa Nuova. Pułk prowadził natarcie w siłach głównych brygady, osiągając pod koniec dnia 18 lipca 1 szwadronem w składzie grupy mjr. A. Bielińskiego linię Castelferretti, Grancetta, Camerata Picena wspierany przez 4 szwadron 15 Pułku Ułanów Poznańskich. Następnego dnia pułk sforsował rzekę Esino i ustanawiał przyczółek. 20 lipca w godzinach przedpołudniowych 1 szwadron wraz z 16 lbs opanował miejscowość Alta Marina. W trakcie walk w czerwcu i lipcu poległo 18 żołnierzy, 9 czołgów zostało zniszczonych. 

### Od Ankony do rzeki Metauro
7 sierpnia 1944 pułk, wzmocniony dwiema bateriami przeciwpancernymi, został przydzielony do 1 Brygady Strzelców Karpackich, a jego szwadrony liniowe do batalionów piechoty. Brygada otrzymała zadanie uchwycić węzeł drogowy przed rzeką Cesano w okolicach Ankony. 9 sierpnia rozpoczął natarcie 2 i 3 szwadron, wspierając ogniem dział atakującą piechotę z 2 i 3 bsk. Opanowywano kolejne pozycje obsadzone przez nieprzyjaciela. W tym przedmioty natarcia C. Santinelli i S. Lucia, 3 Shermany i jeden Stuart 3 szwadronu wjechały na miny. Byli zabici i ranni. W drugiej fazie natarcia 1 szwadron znajdował się w odwodzie. Dopiero w południe skierowany został do walki o wzg. 162 obsadzone przez Niemców. Wzgórze zdobyto, straty – jeden zniszczony czołg i kierowca, który zginął.  Do natarcia poprzez szyki 1 szwadronu przystąpił ponownie 2 szwadron w kierunku wzg. 128 Villa Gubani, lecz natarcie zostało wstrzymane na polu minowym. Ponadto 2 szwadron omyłkowo ostrzelał własną kompanię z 5 batalionu strzelców karpackich na zajętym przez nią wzg. 128. Tego dnia krechowiacy stracili 5 żołnierzy i 6 czołgów (z czego dwa bezpowrotnie). 11 sierpnia 1 szwadron otrzymał rozkaz, współdziałając z 1 bsk rozpoznać bród na rzece i system obrony miasteczka Mondolfo. W czasie przekraczania brodu gąsienice dwóch czołgów zostały zerwane minami. Przy pomocy saperów pozostałe czołgi wraz z piechotą sforsowały rzekę. Na przedpolu miasteczka stwierdzono silnie umocnione rejony obrony. Wywiązała się walka ogniowa. Mondolfo nie zostało zdobyte. Utrzymano jednak na jego przedmieściach dogodne stanowiska wyjściowe do natarcia. Wieczorem 1 Pułk Ułanów przeszedł do odwodu Korpusu. W dyspozycji dowódcy 1 BSK pozostał drugi szwadron. 18 sierpnia 2 BSK rozpoczęła natarcie poprzez rzekę Cesano, ze względu na ulewne deszcze, gliniaste brzegi i miny wyznaczony do wsparcia 5 bsk, 2 szwadron ułanów włączył się dopiero do walki w głębi obrony nieprzyjaciela. W godzinach popołudniowych została wprowadzona do walki grupa taktyczna mjr. T. Gierycza pod nazwą Oddział Rozpoznawczy 2 BSK w składzie wzmocnionego 1 szwadronu i kompanii 5 bsk na transporterach Carrier. 1 szwadron ułanów zdobył wspólnie ze strzelcami karpackimi wzg.120. 19 sierpnia grupa bojowa kpt. S. Jandzisa w składzie 2 szwadronu i kompanii 4 bsk wsparły kompanie 5 bsk w zdobyciu silnie bronionego wzg. Monte San Vitale. W godzinach popołudniowych w miejsce 5 bsk wszedł 4 bsk, którego jedna z kompanii wspólnie z 3 szwadronem ułanów pancernych zdobyła Monte Schiantello, a o zachodzie słońca jeden z plutonów czołgów wraz z inną kompanią 4 bsk miejscowość San Costanzo. Nazajutrz 2 BSK wraz z 1 PUł.Krech. dotarła do rzeki Metauro. Następnie ułani krechowieccy zostali wycofani na chwilowy wypoczynek.

### Przełamanie Linii Gotów
Od 1 września 1944 pułk brał udział w przełamaniu Linii Gotów. Wspierał poszczególnymi szwadronami bataliony strzelców karpackich 1 BSK. Natarcie poprzedzone było serią ćwiczeń na stole plastycznym z udziałem dowódców oddziałów i pododdziałów. Czołowy 2 bsk po sforsowaniu doliny rzeki Foglia, pól minowych przystąpił do natarcia na wzg.131 Asprete, wspierający go 2 szwadron utknął na polu minowym i przed rowem przeciwczołgowym

Poranny atak strzelców karpackich wspierany przez 2 szwadron nie powiódł się. 

2 batalion strzelców  nie czekając na czołgi, ruszył sam do natarcia. Przeszedł przez pole minowe i znalazł w huraganowym ogniu broni maszynowej [...] Nie mógł posuwać się przodu ani wycofać się. Około godziny 11.30 natarcie rozpoczął  2 szwadron krechowiaków, wspierany samobieżnymi działami przeciwpancernymi. Szwadron przekroczył kanał przed rzeką Foglia i rozpoczął ogień z dział czołgowych.

Zmniejszyło to nasilenie nieprzyjacielskiego ostrzału. Dalsze natarcie nie było jednak możliwe. Wieczorem czołgi wycofały się do rejonów wyczekiwania. Z uwagi na osiągnięte powodzenie i przełamanie Linii Gotów przez sąsiedni I Korpus Kanadyjski. W nocy Niemcy opuścili swoje stanowiska, pozostawiając w okopach jedynie patrole i słabą sieć posterunków. O świcie 2 września krechowiacy wspólnie z karpatczykami wznowili natarcie. Tym razem odniesiono sukces. 2 września utworzono w 1 BSK grupę pościgową: z czołowym 3 bsk i 3 szwadronem ułanów, którą dyslokowano na odcinek kanadyjski, skąd prowadziły pościg za odchodzącym wrogiem. W szpicy szły czołgi i kompania piechoty na transporterach opancerzonych. Prowadzący pościg 3 szwadron wraz z 3 bsk opanowały w walce grzbiet górski Boncio, wzg. Monte Merro, czołowa kompania strzelców karpackich i część 3 szwadronu opanowała wzg. 177 i przecięła szosę nadmorską nr 16 osiągając wybrzeże Adriatyku. 3 szwadron zdobył sześć dział ppanc. 3 Panthery, kilkanaście km i sprzęt łączności. Ponadto wziął do niewoli 107 jeńców. W ciągu nocy wzięto jeszcze około 200 jeńców. Straty nieprzyjaciela na kierunku działania szwadronu: 35 zabitych. Straty szwadronu: dwóch rannych i jeden uszkodzony Sherman. Ogółem podczas walk od początku sierpnia do 3 września poległo 10 żołnierzy, zniszczonych zostało 5 czołgów Sherman. Następnego dnia pułk został wycofany z frontu na dłuższy wypoczynek, uzupełnienie załóg i sprzętu oraz żołnierze udali się na urlopy.

### Bitwa o Bolonię

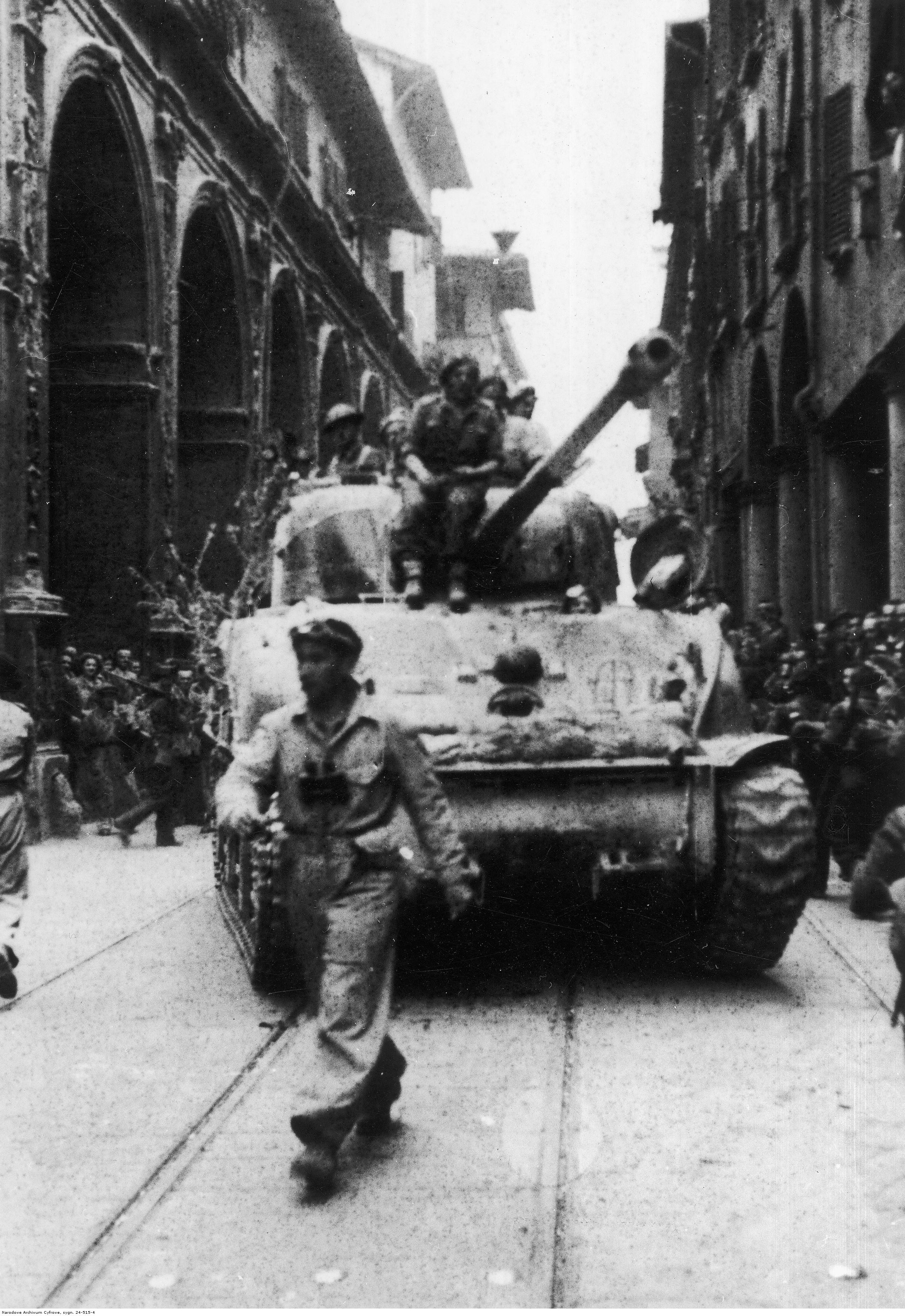
M4 Sherman IC Firefly z 1 pułku Ułanów Krechowieckich na ulicach Bolonii

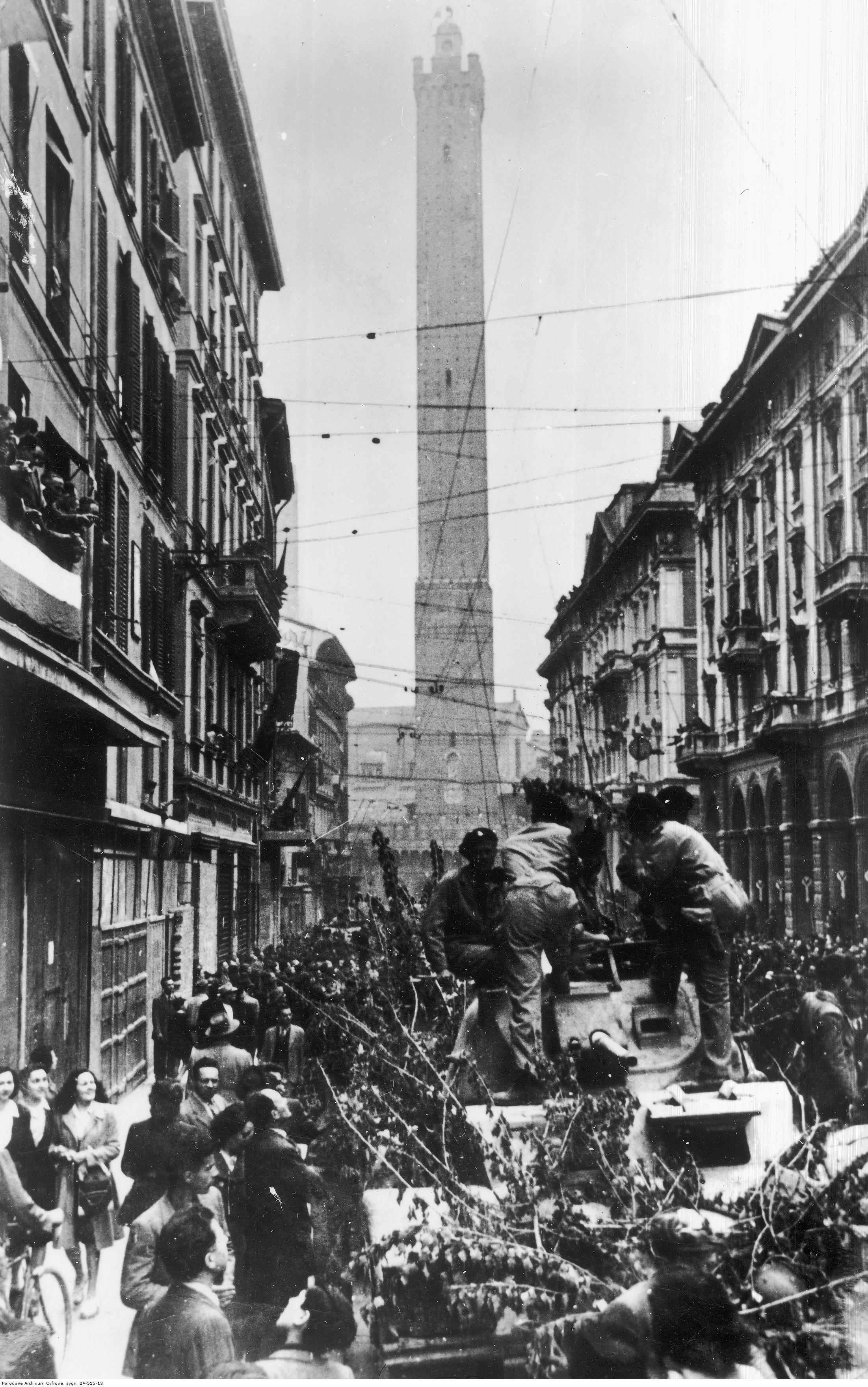
Samochód pancerny 1 Pułku Ułanów Krechowieckich witany przez mieszkańców Bolonii

Od 8 lutego do 10 marca 1945 roku 1 pułk ułanów Krechowieckich współdziałał z brygadami i batalionami 3 DSK w obronie nad rzeką Senio. Poszczególne szwadrony i plutony stanowiły odwody w batalionowych ośrodkach obrony, w stałej gotowości do odparcia ewentualnych wypadów i natarć przeciwnika. Ponadto przekazał kadry niezbędne do formowania nowych pułków kawalerii pancernej, głównie 3 Wielkopolskiej Brygady Pancernej, uzupełniał stan osobowy pułku szkolił uzupełnienia, wypoczywał. Otrzymał nowe czołgi Sherman IB (hb 105), Sherman IC (Firefly).  
1 pułk ułanów Krechowieckich w okresie bitwy o Bolonię prowadził walki jako jednostka bezpośredniego wsparcia piechoty. Działał w ramach brygadowych zgrupowań taktycznych kolejno ze wszystkimi brygadami 5 Kresowej Dywizji Piechoty. Zgodnie z planem operacji Buckland, ułani krechowieccy weszli w skład zgrupowania 6 Lwowskiej Brygady Piechoty, która od 9 kwietnia poruszała się w II rzucie 3 Dywizji Strzelców Karpackich. Z uwagi na przełamanie frontu na rzece Senio w dniu 11 kwietnia 1945 roku, pułk rozpoczął działania w bitwie o Bolonię. Pułk został wprowadzony do walk w późnych godzinach popołudniowych 11 kwietnia z zadaniem sforsowania rzeki Santerno, został rozdzielony poszczególnymi szwadronami do taktycznych zgrupowań batalionowych brygady. 3 szwadron wspierał 16 lbs, który rozpoznawał wał zachodni rzeki, a następnie wsparty ogniem czołgów z miejsca w dniu 12 kwietnia uchwycił niewielki przyczółek na jej zachodnim brzegu. 1 szwadron współdziałał z 17 lbs, miał uchwycić również przyczółki na rzece Santerno. W dniu 11 kwietnia batalion prowadził pozorowane natarcie w kierunku rzeki ze wsparciem 1 szwadronu i artylerii, prowokując środki ogniowe nieprzyjaciela. W dniu 12 kwietnia w godzinach popołudniowych dwie kompanie 17 batalionu przy wsparciu 1 szwadronu ułanów i brytyjskiego szwadronu czołgów z miotaczami ognia "Krokodyl" zdobyły oba wały i utworzyły przyczółek za rzeką. W godzinach nocnych 12/13 kwietnia rozpoczęto budowę mostu na rzece. 11 i 12 kwietnia 2 szwadron wraz z dowództwem pułku i szwadronami dowodzenia oraz rozpoznawczym pozostawał wraz 18 lbs w II rzucie 6 LBP. 13 kwietnia po południu i wieczorem pułk krechowiecki przeprawił się mostem na brzeg zachodni. Rano 1 szwadron wspólnie z 17 lbs w trakcie natarcia osiągnął kanał Molini, a następnie sforsował go, po czym prowadząc dalsze natarcie sforsował kanał Correechio. 14 kwietnia do I rzutu wszedł odwodowy 18 baon lwowski, z którym współdziałały 2 i 3 szwadrony ułanów w trakcie prowadzonego natarcia w kierunku kanału Gambellara, zdobyły miejscowości C. Piccochina, C. Borghesa. Po zdobyciu przyczółka na kanale przez strzelców, kanał Gambellara został zarzucony faszyną i po nim przeprawiły się czołgi 2 i 3 szwadronów. Po zdobyciu punktów terenowych ułani pancerni i strzelcy lwowscy odparli kontratak niemieckich spadochroniarzy z 4 D.Spadochronowej. Ponowione natarcie czołgów i strzelców 18 batalionu doprowadziło do zdobycia linii kanału Ladello. 15 kwietnia po zajęciu w nocy stanowisk wyjściowych wraz z 16 batalionem do natarcia przystąpił 1 szwadron ułanów w kierunku rzeki Sillaro, strzelcy z zaskoczenia zdobyli most na rzece, po którym przekroczyły przeszkodę czołgi 1 szwadronu i razem zajęli przyczółek, odpierając dwa kontrataki spadochroniarzy z udziałem dwóch czołgów. W dniu 16 kwietnia 2 szwadron krechowiecki wspierał na odcinku zajmowanym przez 18 lbs jego kompanie podczas forsowania rzeki Sillaro i na uchwyconym przyczółku, na który przeprawił się przez bród. Z powodzeniem odpierał kontrataki spadochroniarzy i czołgów jednak z powodu wyczerpania amunicji przez 2 szwadron, zastąpił go na przyczółku 3 szwadron. W godzinach wieczornych 3 szwadron ułanów wraz z 18 batalionem osiągnął linię kanału Medicina. 17 kwietnia zmieniono podporządkowanie pułku. Tym razem szwadrony czołgów wsparły bataliony 5 Wileńskiej Brygady Piechoty. Z uwagi na zluzowanie 16-17 kwietnia 6 LBP przez 5 WBP na jej bazie utworzono taktyczne zgrupowanie brygadowe. 2 szwadron współdziałał z 14 wbs. W dniu 17 kwietnia 1945 roku 2 szwadron wraz z "Żbikami" przekroczył most na kanale Medicina, opanował miejscowość Poggio, z uwagi na napotkany kanał Laghetto ruch 2 szwadronu został wstrzymany do końca dnia 18 kwietnia. 19 kwietnia rano 2 szwadron wspierał batalion "Żbików" podczas forsowania rzeki Gaiana, a następnie po przeprawie na moście improwizowanym z niemieckiego czołgu, wziął udział w walkach na zdobytym przyczółku. 15 wileński batalion strzelców "Wilki" wieczorem 18 kwietnia został wprowadzony do I rzutu nad kanał Laghetto. Rano 19 kwietnia współdziałający z nim 3 szwadron ułanów wsparł ogniem forsujących kanał strzelców wileńskich, następnie po przełamaniu obrony osiągnął rzekę Gaiana. Na uchwycony przez 15 batalion "Wilków" przyczółek przez wykonane przejście przeprawił się 3 szwadron. Ułani wraz z "Wilkami" prowadząc natarcie osiągnęli brzeg kanału il Fossatone. 20 kwietnia 14 i 15 wbs osiągnęły kanał Quaderna wraz z wspierającymi je 2 i 3 szwadronami 1puł następnie prowadząc natarcie w rejonie Casettia, docierając do rzeki Idice. Nietypowo działał też szwadron rozpoznawczy. Zajmował się głównie dostawą amunicji do czołgów i ewakuacją rannych z pola walki. 20 kwietnia działający w szykach 5 WBP 12 wołyński batalion strzelców wzmocniony czołgami 1 szwadronu ułanów opanował Il Ponte. 21 kwietnia 1945 roku  4 Wołyńska Brygada Piechoty zluzowała brygadę wileńską przejmując cały 1 pułk Ułanów Krechowieckich. O świcie 21 kwietnia bataliony brygady wołyńskiej sforsowały rzekę Idice i uchwyciły przyczółki po przeprawieniu szwadronów ułańskich wspólnie podjęły pościg za wycofującym się nieprzyjacielem. Szwadrony ułanów z wydzielonymi kompaniami i plutonami strzelców wołyńskich na czołgach wkroczyły w godzinach przedpołudniowych do Bolonii. 11 wołyński batalion strzelców wraz z czołgami ułanów prowadził pościg do rzeki Reno osiągając rejon Corticella. W godzinach popołudniowych po zebraniu pułku podjął on pościg w kierunku Casette di Cadriano, gdzie czołowy 3 szwadron i część szwadronu dowodzenia dołączyli do maszerującej 6 LBP. Natomiast pozostałe siły pułku wraz z taborem bojowym skoncentrowały się Cadriano i Quarto Inferiore. Bitwa bolońska była ostatnim bojowym etapem 1 pułku Ułanów Krechowieckich w jego trzydziestoletniej historii. W czasie bitwy pułk stracił trzech zabitych, a 12 oficerów i 49 szeregowych odniosło rany Straty w sprzęcie to: siedem zniszczonych czołgów Sherman i jeden Stuart, uszkodzonych pięć Shermanów i trzy Stuarty.

## Struktura organizacyjna

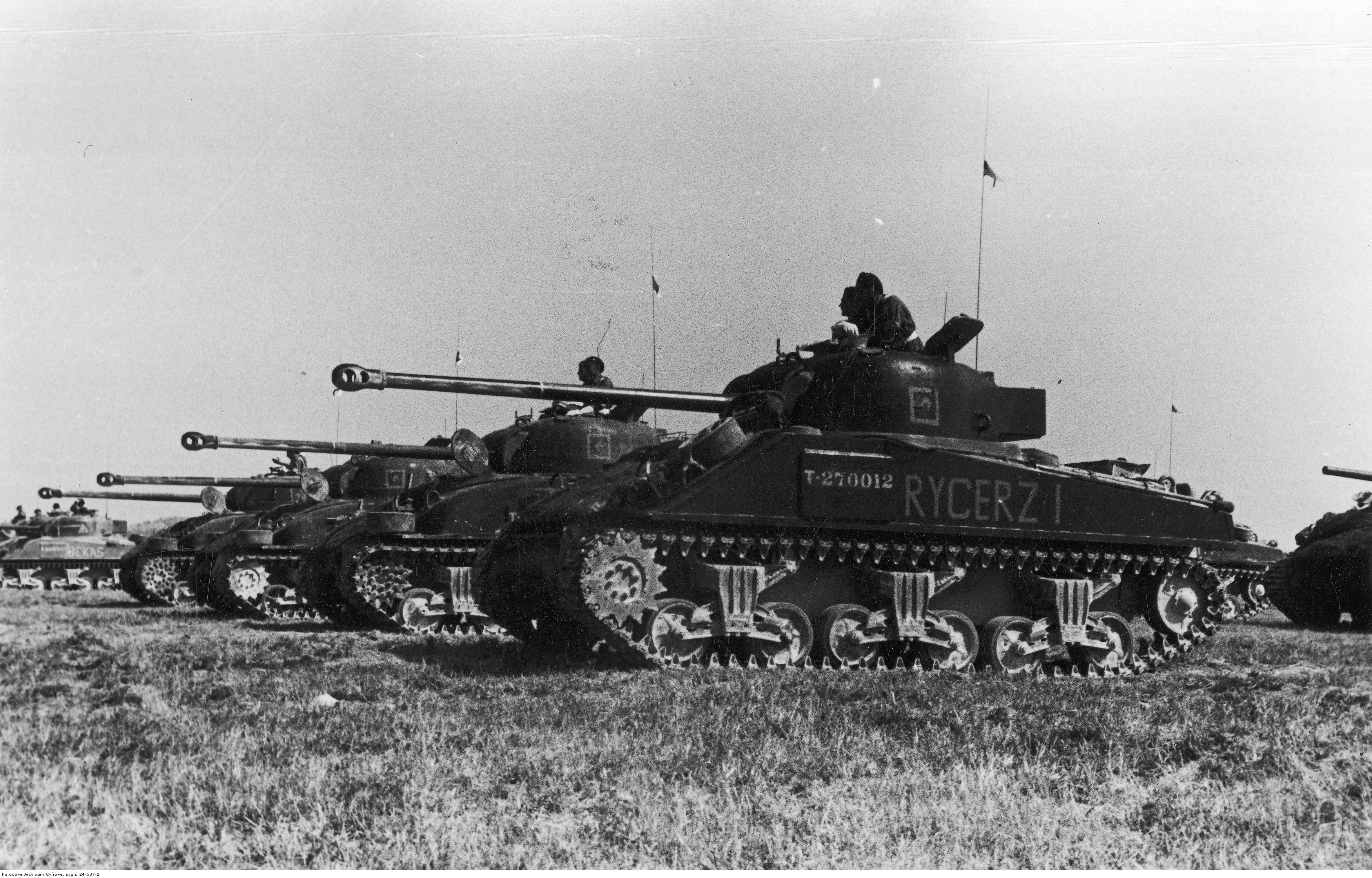
2 Warszawska Dywizja Pancerna w defiladzie pod Loreto. Czołgi Sherman Firefly z 1 Pułku Ułanów Krechowieckich

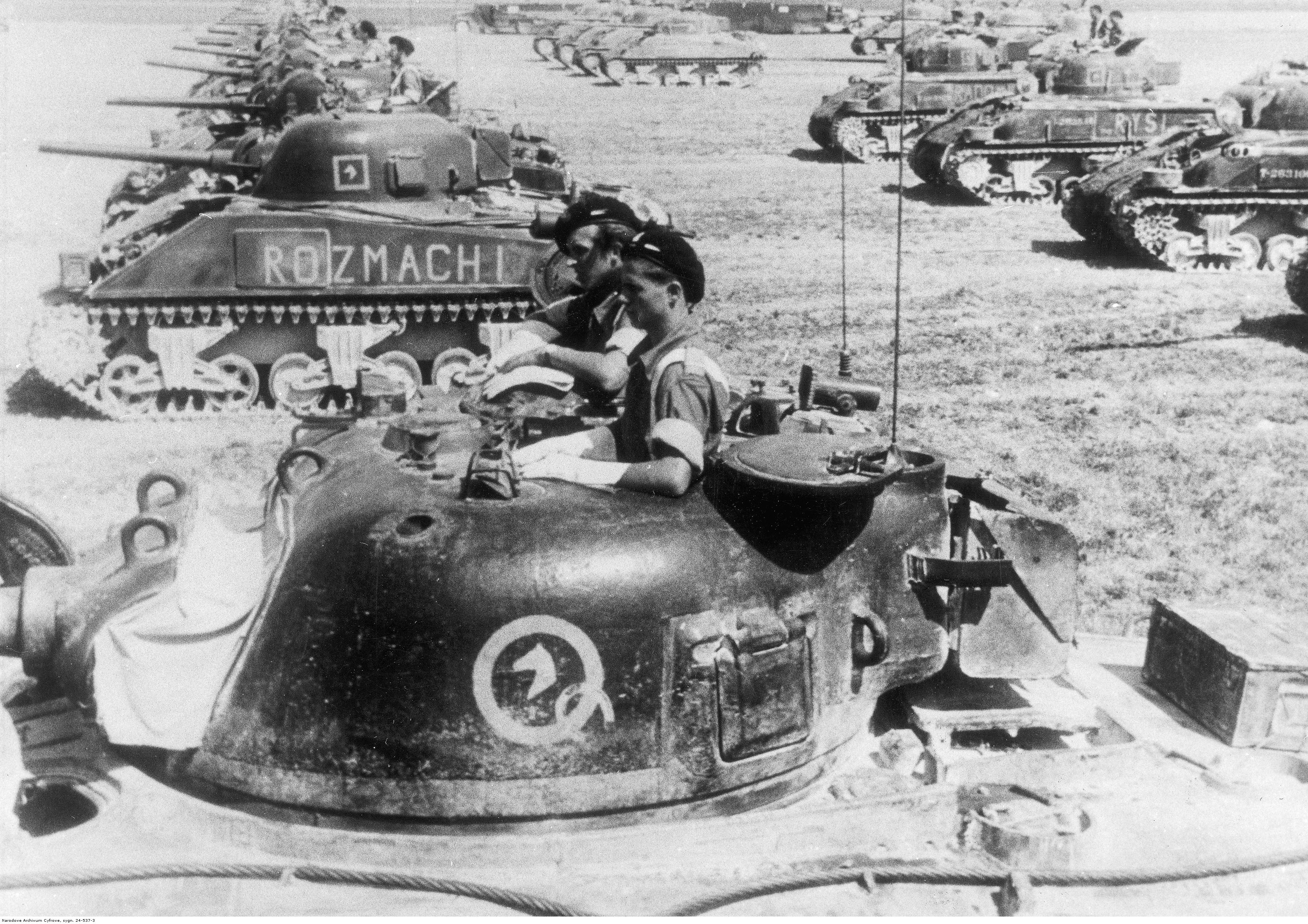
Czołgi 1 pułku Ułanów Krechowieckich w defiladzie pod Loreto; sierpień 1945

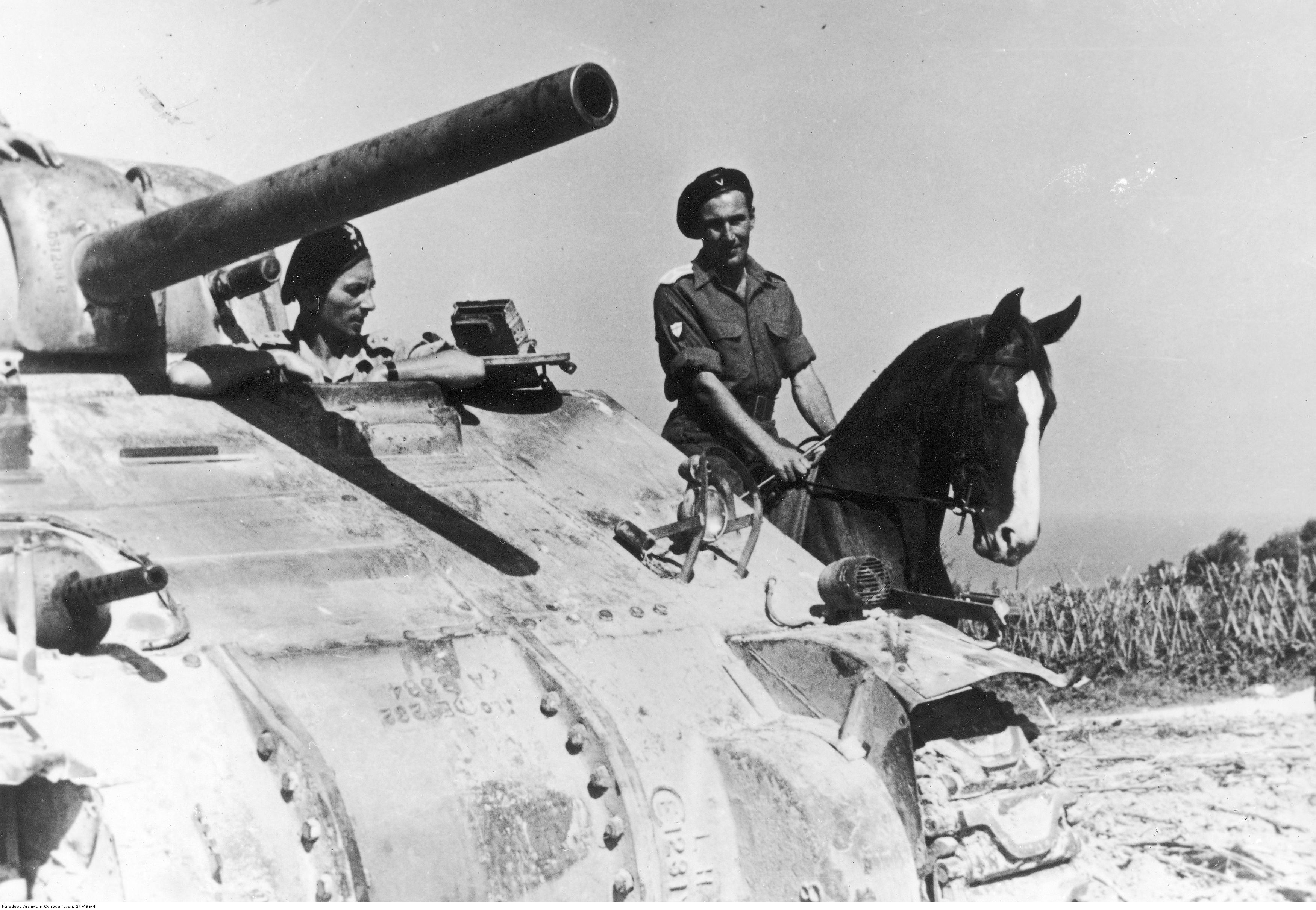
Wachmistrz 1 Pułku Ułanów Krechowieckich ze zdobycznym koniem "Lalą" obok czołgu M4 Sherman

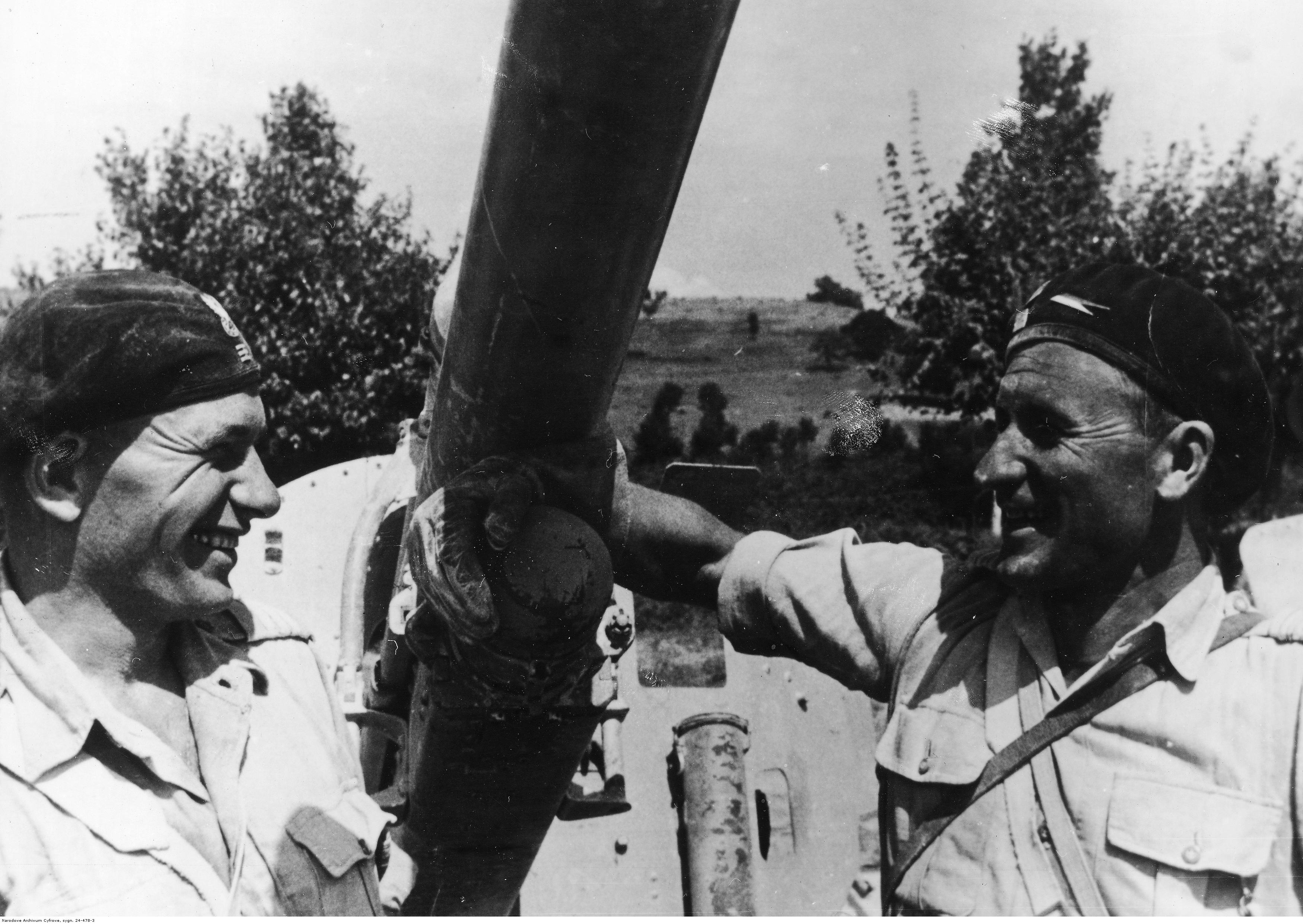
Niemieckie działo ppanc zdobyte przez zmotoryzowanych gońców 1 Pułku Ułanów Krechowieckich

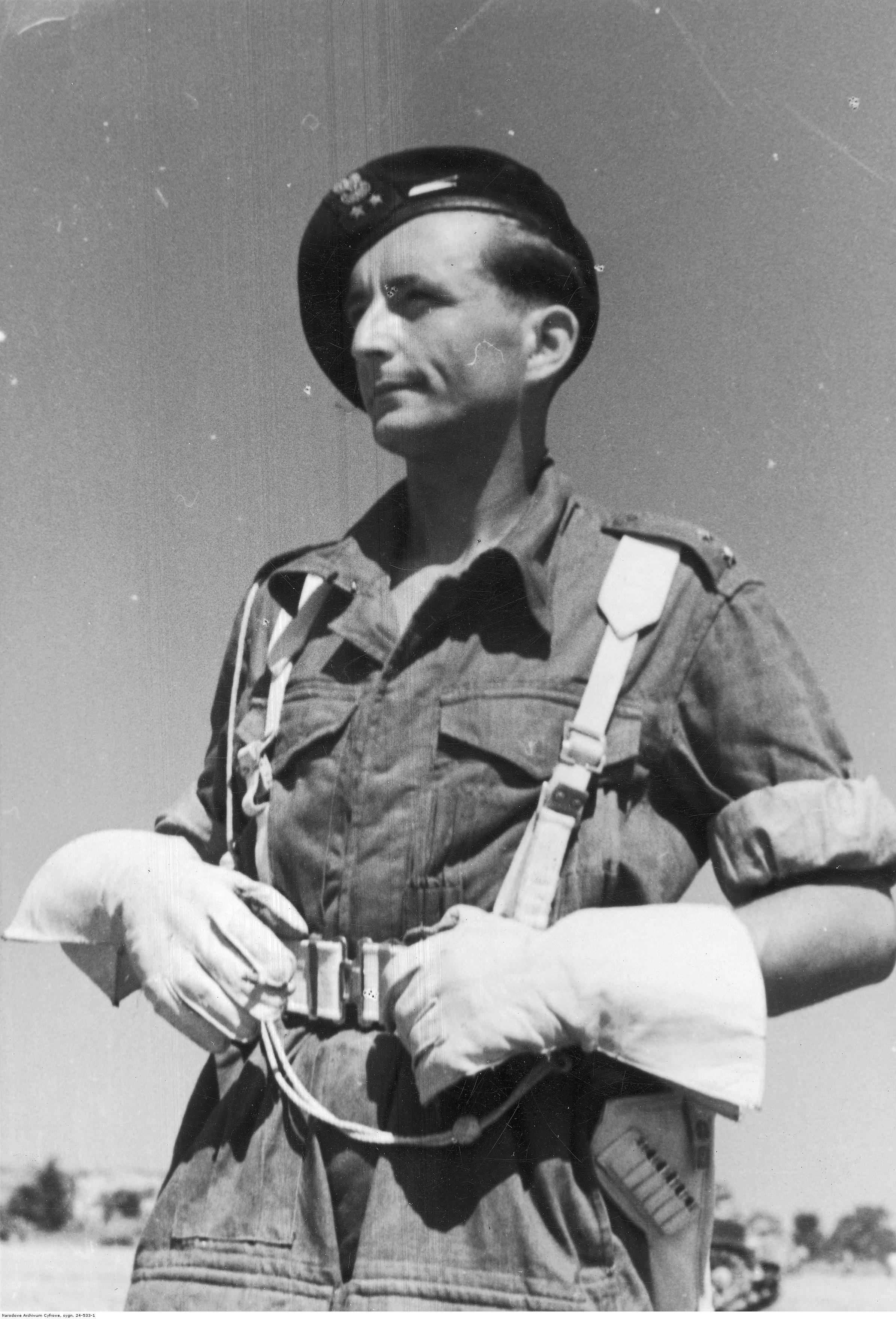
Porucznik z 1 Pułku Ułanów Krechowieckich 2 Warszawskiej Dywizji Pancernej; 1945

Stan w momencie lądowania we Włoszech
Dowództwo
- szwadron dowodzenia

1 szwadron liniowy
2 szwadron liniowy
3 szwadron liniowy
W pułku służyło: 39 oficerów, 308 podoficerów i 371 ułanów.
Na wyposażeniu były: 63 czołgi średnie „Sherman III” i 11 czołgów rozpoznawczych „Stuart”. Ponadto na wyposażeniu plutonu rozpoznawczego było 10 scout carów typu Daimler, a w szwadronach liniowych – ok. 20-25 pojazdów mechanicznych (w tym czołówki naprawcze tzw. REP-y). Razem pułk miał 127 pojazdów kołowych.

## Krechowieccy ułani

### Dowódcy pułku
- mjr /ppłk Kazimierz Zaorski (1942 – 1946 → komendant Centrum Wyszkolenia Wojsk Pancernych[22])
- płk dypl. kaw. Leon Strzelecki (1946-1947)

#### Obsada personalna w lutym 1942
- dowódca pułku – mjr Kazimierz Zaorski (6 dyon)
- zastępca dowódcy – mjr Witold Hankisz (6 dyon)
- zastępca dowódcy (kwatermistrz) – mjr Edward Capałła (7 dyon)
- kapelan – ks. Adam Wróbel
- dowódca szwadronu gospodarczego – rtm. Sergiusz Dekoński (6 dyon)
- dowódca 1 szwadronu – rtm. Jerzy Roszkowski (6 dyon)
- dowódca 2 szwadronu – por Zygmunt Barcicki (6 dyon)
- dowódca 3 szwadronu – por. Kazimierz Chomiński (5 dyon)
- dowódca 4 szwadronu – rtm. Kazimierz Garbacki (6 dyon)
- dowódca szwadronu ckm – por Marian Karpiński (7 dyon)
- dowódca plutonu ppanc. – por. Tadeusz Gierycz (5 dyon)
- dowódca plutonu łączności – por. Ludwik Turasiewicz (7 dyon)
- dowódca plutonu pionierów – por. Jan Iwanowski (6 dyon)

#### Obsada personalna w momencie lądowania we Włoszech wraz z późniejszymi zmianami
Dowództwo
dowódca – mjr/ppłk Kazimierz Zaorski
zastępca dowódcy
- mjr Leon Jankowski (do V 1944)
- mjr Antoni Smodlibowski (do VIII 1944)
- rtm./mjr Tadeusz Gierycz (od VIII 1944)

kwatermistrz – kpt. int. Tomasz Jarmołowicz
adiutant – por. Jerzy Zaleski
oficer wywiadowczy – ppor. Tadeusz Dąbrowski
oficer łączności – por. Ludwik Turasiewicz
- szwadron dowodzenia

dowódca szwadronu – rtm. Józef Ostrowski
dowódca plutonu czołgów dowódcy pułku – por. Stanisław Parczewski
dowódca szwadronu rozpoznawczego – por. Jan Iwanowski
1 szwadron liniowy
dowódca szwadronu
- por. Kazimierz Chomiński
- rtm. Zygmunt Barcicki
- rtm. Tadeusz Białostocki (od 6 IV 1945)

dowódca 1 plutonu – por. Zygmunt Skowroński
dowódca 2 plutonu – ppor. Antoni Kaczorowski
dowódca 3 plutonu – por. Władysław Sypel
dowódca 4 plutonu – ppor. Bolesław Lisicki
2 szwadron liniowy
dowódca szwadronu
- rtm. Tadeusz Gierycz (do 1 VIII 1944)
- rtm. Jan Rukat (od 1 VIII 1944)
- rtm. Tadeusz Białostocki (od 25 VIII 1944)
- rtm. Jan Rukat (od 6 IV 1945)

dowódca 1 plutonu – ppor. Kazimierz Misztak
dowódca 2 plutonu – ppor. Marian Smolka
dowódca 3 plutonu – ppor. Stefan Lugowski
dowódca 4 plutonu – por. Jan Karpiński
3 szwadron liniowy
dowódca szwadronu
- rtm./mjr Marian Karpiński

dowódca 1 plutonu – ppor. Stanisław Maksymiszyn
dowódca 2 plutonu – por. Edmund Bojankiewicz
dowódca 3 plutonu – ppor. Antoni Samek
dowódca 4 plutonu – por. Aleksander Kuczyński
Żołnierze:
- kpr. pchor. Wojciech Konstanty Ekspedyt Krzemiński
- kpr. pchor. Jan Szatsznajder
- st. panc. Stefan Mustafa Abramowicz

## Symbole pułku

### Sztandar pułku

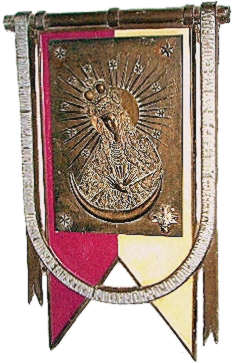
Tablica w kościele garnizonowym w Londynie

Z rąk Polek Ziemi Mińskiej 2 Szwadron Dywizjonu otrzymał znak (według ówczesnego nazewnictwa), który 3 kwietnia 1917, z chwilą powstania pułku, został podniesiony do godności sztandaru. Sztandar ten towarzyszył pułkowi we wszystkich walkach w okresie wojny polsko-bolszewickiej. W czasie tych walk sztandar został kilkakrotnie przestrzelony, a pod podoficerami sztandarowymi zabito dwa konie. 20 marca 1921 sztandar został udekorowany Orderem Virtuti Militari V kl. przez marszałka Józefa Piłsudskiego.
W 1939 sztandar pułku został zakopany w skrzynce amunicyjnej na polu bitwy pod Kockiem, gdzie znajdował się do 13 czerwca 1946, kiedy odkopał go ppor. Bolesław Podhorski. Następnie pocztą dyplomatyczną przewiózł go do Szwajcarii Konstanty Górski. Por. Podhorski przedostał się przez tzw. zieloną granicę i po odebraniu od dyplomaty sztandaru, 1 sierpnia 1946, zameldował gen. Andersowi wykonanie zadania.
30 listopada 1946 w Corton Park w Wielkiej Brytanii odnowiony sztandar został przekazany 1 pułkowi Ułanów Krechowieckich. Nowe drzewce i głowica zniszczone w bitwie pod Kockiem zostało wykonane z wyciora czołgowego z grotem na wzór dawnego. W lipcu 1947, w związku z rozwiązaniem pułku, sztandar przekazano do Instytutu Historycznego im. gen. Sikorskiego w Londynie. 12 listopada 1966 sztandar otrzymał prawo do napisu na państwowych wstęgach sztandarowych: „Wyróżniony za niezwykłe męstwo w kampanii 1944–1945 we Włoszech”.
W 1921 pułk otrzymał drugi sztandar ufundowany w 1918 roku przez Polaków z Moskwy. Sztandar ten nie został jednak uznany przez dowództwo jako oficjalny znak i przekazano go w 1925 Osadzie Krechowieckiej na Wołyniu, gdzie mieszkali weterani z pułku.

### Odznaka pamiątkowa
Odznaka przedstawia krzyż ułożony z czterech proporczyków pułkowych (amarantowo-białych) połączonych ze sobą. Na proporcach położony jest orzeł krechowiecki. W pierwszej wersji odznaki na orle były umieszczone inicjały pułkowe: „1"- „U"- „K” oraz data powstania Pułku: „1915”.
W 1929 roku wprowadzono nowy wzór odznaki. W miejsce inicjału Pułku umieszczono Srebrny Krzyż Orderu Virtuti Militari zawieszony na wstążce orderowej na szyi orła, który został nadany pułkowi 20 marca 1921.
Projektantem odznaki był oficer pułku – por. Aleksander Mazaraki. Wykonawcami były pracownie grawerskie Józefa Mirowskiego oraz Wiktora Gontarczyka.
Odznakę w pierwszej wersji otrzymało 106 oficerów oraz 2500 żołnierzy. W latach 1929–1939 nadano 193 odznaki oficerskie i ponad 3000 odznak żołnierskich w drugiej wersji.

### Oznakowanie czołgów
W pułku pancernym, z lewej i prawej strony wieży, malowano żółte figury geometryczne:
- szwadron dowodzenia – romb;
- szwadron rozpoznawczy – romb z literą "R";
- 1 szwadron – trójkąt;
- 2 szwadron – kwadrat;
- 3 szwadron – koło/okrąg z dodatkową podkową.

W polu znaku rozpoznawczego pododdziału rysowano też końską głowę.

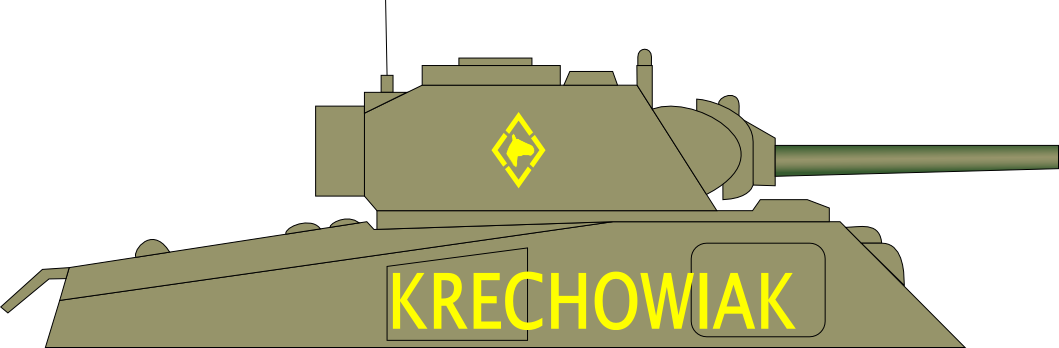
Oznakowanie czołgu dowódcy pułku

Na bokach wozów bojowych umieszczano ich nazwy. Nadawane były według określonego klucza i stanowiły dodatkowy znak rozpoznawczy.
- szwadron dowodzenia i szwadron rozpoznawczy – nazwy na literę K – czołg dowódcy „Krechowiak”. poczet dowódcy „Komarów”. „Koziatyń"
- 1 szwadron – nazwy na literę B – czołg dowódcy „Burza"
- 2 szwadron – nazwy na literę R – czołg dowódcy „Rozmach"
- 3 szwadron – nazwy na literę Z – czołg dowódcy „Zwycięzca"

### Żurawiejki
| Nie masz pana nad ułana... nad ułana Krechowiaka wczoraj służył w kawalerii dziś w pancernych jeździ znakach.. | Czy to w czołgu, czy na koniu gotów w każdej jest potrzebie a gdy może wroga gonić czuje się jak w siódmym niebie... | Nie masz pana nad ułana nad ułana-pancerniaka gdy o Polskę bić się trzeba nie masz ponad Krechowiaka!... |

## Ułani krechowieccy po wojnie - rozformowanie
Po zakończeniu działań wojennych pułk stacjonował we Włoszech w Villa Case Grandi nieopodal Faenzy, a od września 1945 r. w Osimo. Pułk prowadził szkolenie oraz wysyłał młodzież do szkół i na studia. Wcielono też do pułku byłych jeńców i prowadzono z nimi szkolenie bojowe. 4 stycznia 1946 r. nastąpiła zmiana dowódcy, został nim płk dypl. Leon Strzelecki. W maju 1946 ułani zdali do składnic sprzęt bojowy, a w czerwcu zostali przetransportowani do Wielkiej Brytanii. Zakwaterowani zostali w obozie Carlton Camp w pobliżu Helmsey. W połowie lipca 1947 roku pułk został rozwiązany wraz z pozostałymi jednostkami 2 Korpusu Polskiego.

## Czołgi pułku

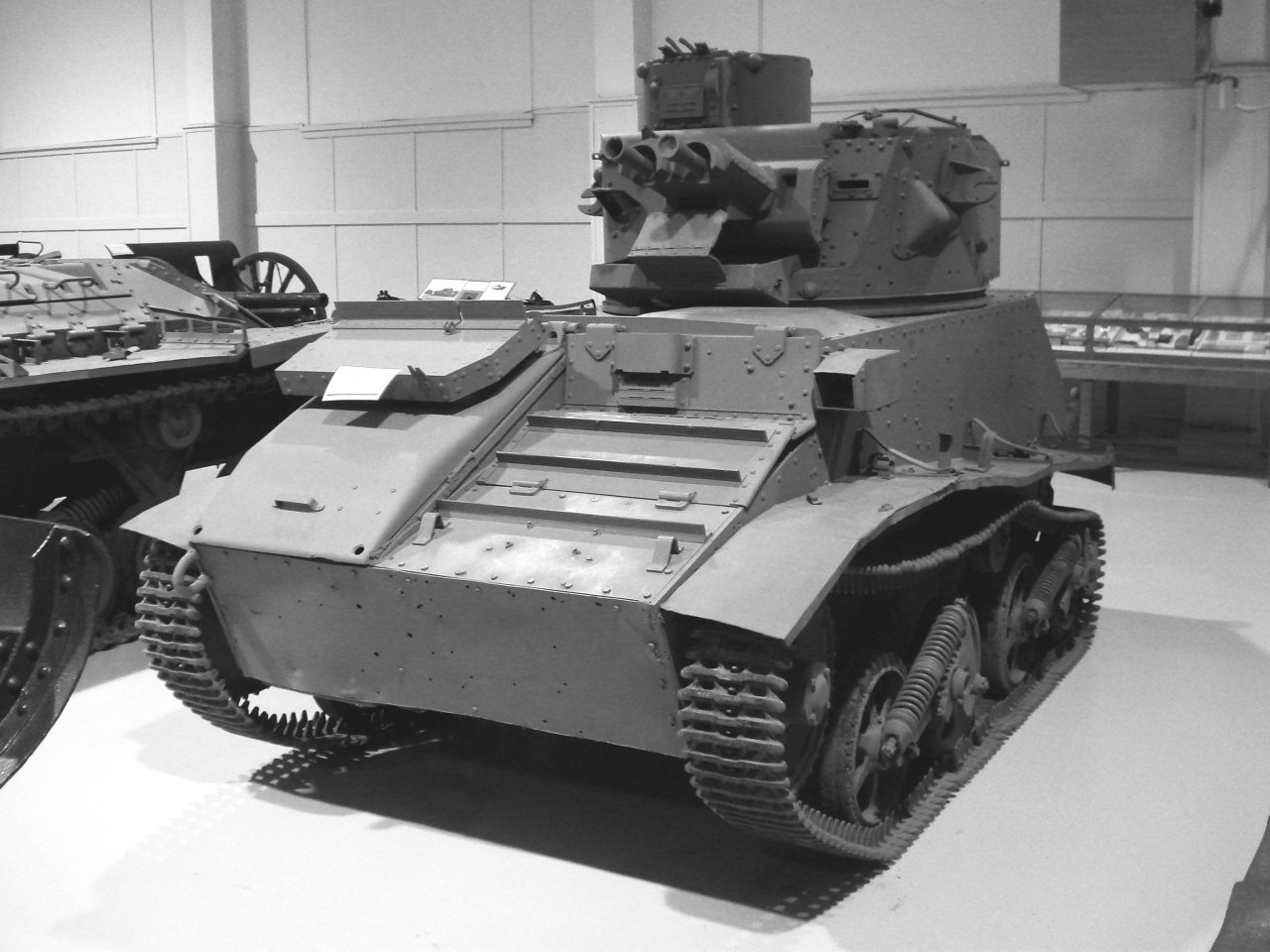
„M.VIB” (-1943-)
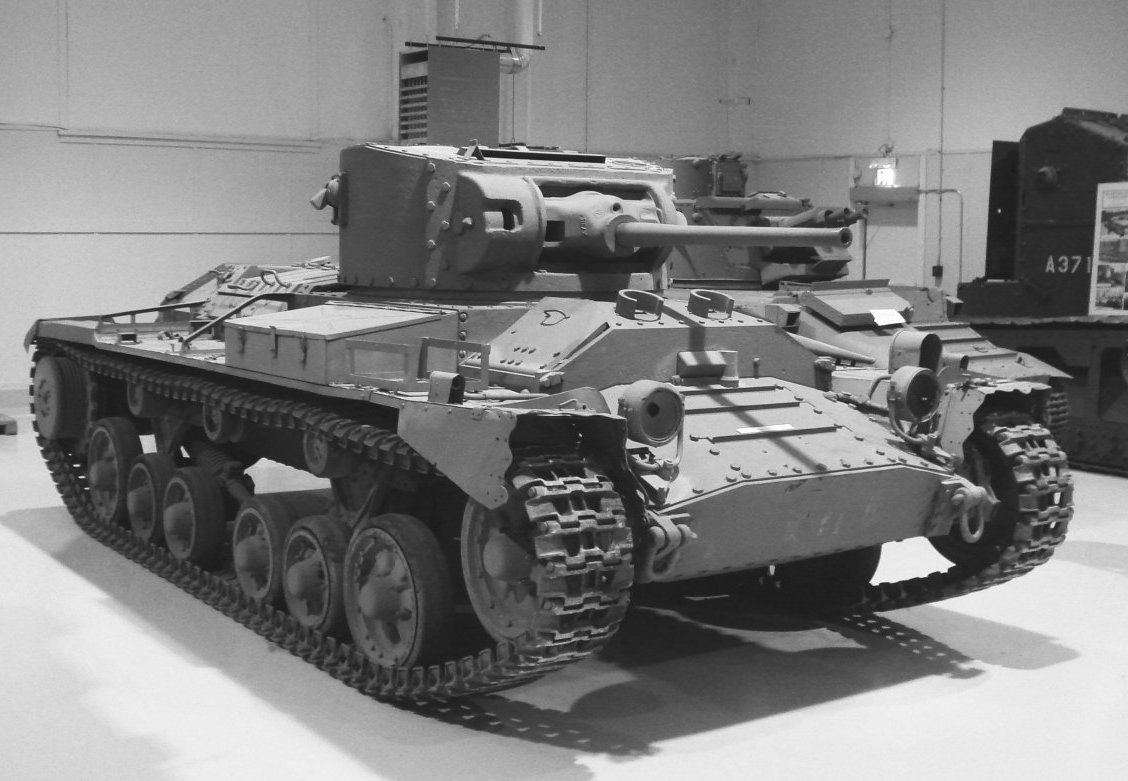
Mk III Valentine (1943-)